# مملكة باغان
مملكة باغان ((بالبورمية: ပုဂံခေတ်)‏, pronounced: ‎[bəɡàɴ kʰɪʔ]‏، "كانت حقبة باغان، والمعروفة أيضًا باسم أسرة باغان وإمبراطورية باغان)، كانت مملكة بورمية وحدت المناطق التي شكلت لاحقًا دولة ميانمار في العصر الحديث. سيطرت مملكة باغان على وادي إيراوادي والمناطق المحيطة بها لمدة 250 عام، مما مهد الطريق لتطوير اللغة والثقافة البورمية، وظهور مجموعة بامار العرقية في ميانمار العليا [الإنجليزية] ، وانتشار مذهب ثيرافادا البوذي في ميانمار وعلى جزر جنوب شرق آسيا.
نمت المملكة من مستوطنة سكنية صغيرة بالقرن التاسع في باغان (Bagan) كان يسكنها مرانما (البورميون)، الذين دخلوا مؤخرًا إلى وادي إيراوادي من مملكة ننتساو. وعلى مدار المائتي عام التالية، نمت الإمارة الصغيرة تدريجيًا لتشمل المناطق المحيطة بها حتى عام 1050 وعام 1060 عندما أسس الملك أناوراتا (Anawrahta) إمبراطورية باغان، وهو أول توحيد على الإطلاق لوادي إيراوادي والمناطق المحيطة به. قام خلفاء أنوراتا بحلول القرن الثاني عشر بزيادة توسيع نفوذهم جنوبًا نحو أعالي شبه جزيرة الملايو، بأقل تقدير عند نهر سالوين (Salween) في الشرق، أسفل الحدود الصينية الحالية في أقصى الشمال، ونحو الغرب، وشمال أراكان (Rakhine State/Arakan) وتلال تشين. في القرن الثاني عشر والثالث عشر، كانت باغان، جنبًا إلى جنب مع إمبراطورية الخمير، إحدى الإمبراطوريتين الرئيسيتين في البر الرئيسي لجنوب شرق آسيا.
هيمنت اللغة والثقافة البورمية بصورة تدريجية على أعالي وادي إيراوادي، لتنزوي بذلك بيو ومون، وأعراف بالي بحلول أواخر القرن الثاني عشر. بدأت ثيرافادا البوذية تنتشر ببطء على المستوى القروي على الرغم أن أعراف تانتريك، وماهايانا، براهمانية، والعادات الوثنية ظلت راسخة بشدة في جميع الشرائح المجتمعية. بنى حاكم باغان أكثر من 10000 معبد بوذي في عاصمة باغان بقي منها 2000. تبرع الأثرياء بالأراضي المعفاة من الضرائب إلى السلطات الدينية.
سقطت المملكة في منتصف القرن الثالث عشر بسبب النمو المستمر للثروة الدينية المعفاة من الضرائب بحلول عام 1280، مما أثر بشدة في قدرة ولي العهد على ضمان ولاء الخدم والجنود العسكريين. هذا الدخول في دوامة عدم الاستقرار الداخلي والتحديات الخارجية من قبل الأراكيين، والمون، والماغول، والشان، وغزوات المغول مرارًا (1277–1301) أطاح بمملكة دامت لأربعة قرون في 1287. وأعقب الانهيار 250 عامًا من الانقسام السياسي الذي استمر لفترة طويلة في القرن السادس عشر.

## معلومات تاريخية

### الأصول العرقية
أعيد بناء أصول مملكة باغان باستخدام الأدلة الأثرية بالإضافة إلى تراث سجلات بورما. توجد اختلافات هائلة بين وجهات نظر الدراسات الحديثة وروايات السجلات المختلفة.

#### تراث السجلات التاريخية
لا تتفق السجلات البورمية المختلفة على أصول مملكة باغان. تقتفى السجلات البورمية وصولاً إلى القرن الثامن عشر آثار أصول مملكة باغان حتى 167 سي أي، عندما أسس بايوساوتي (Pyusawhti)، سليل روح شمسية، الأسرة في باغان. ولكن همانان يازاون (سجل القصر الزجاجي) في القرن التاسع عشر يربط أصول الأسرة بعشيرة بوذا وأول ملك بوذي ماها سماتا (Maha Sammata) (မဟာ သမ္မတ).
وحسب همانان (Hmannan)، ترجع أصول مملكة باغان إلى القرن التاسع قبل الميلاد في الهند، قبل ولادة بوذا بأكثر من ثلاثة قرون. قام الأمير أبهيراجا (အဘိရာဇာ) أمير كوسالا (ကောသလ) من عشيرة عشيرة شاكيا (သကျ သာကီဝင် မင်းမျိုး)— وهي عشيرة بوذا— وأتباعه بترك وطنهم، بعدما منيت مملكة بانتشالا (Panchala) المجاورة لهم بهزيمة عسكرية (ပဉ္စာလရာဇ်). لقد استقروا في تاغونغ في الوقت الحاضر شمال بورما وأسسوا مملكة في 850 قبل الميلاد. لا يدعي همانان أنه وصل إلى أرض فارغة، ولكنه كان أول ملك. كان لأبهيراجا ابنان. توجه الابن الأكبر كانيازا غيي (Kanyaza Gyi) (ကံရာဇာကြီး) نحو الجنوب، وأسس مملكته الخاصة في أراكان في عام 825 قبل الميلاد. أما الابن الأصغر كانيازا نجي (ကံရာဇာငယ်) فقد خلف أباه، وأعقب ذلك أسرة من 31 ملكًا، وأخرى من 17 ملكًا. وبعد مرور ثلاثة قرون ونصف تقريبًا، في عام 483 قبل الميلاد، أسس الملوك المنحدرون من تاغونغ مملكة أخرى أقصى أسفل نهر إيراوادي في سري كسترا، بالقرب من بايا (Pyay) (برومي) الحالية. استمرت سري كسترا قرابة ستة قرون، وأعقبها مملكة باغان  همانان يستمر ذلك لحوالي 107 سي ايه، قام ثاموداريت (သမုဒ္ဒရာဇ်)، ابن شقيق آخر ملك لسري كيستر، بتأسيس مدينة باغان (رسميًا، أريمادانا بورا (Arimaddana-pura) (အရိမဒ္ဒနာပူရ). «المدينة التي تطأ الأعداء»). ذُكر أن بوذا زار الموقع بنفسه في حياته، وزعم أن مملكة عظيمة ستقام على هذا المكان بعد موته بـ 651 عامًا. أعقبت فترة ثاموداريت فترة انتقالية، ثم تولى الحكم بايوساوتي في 167 ميلادية.
اندمجت بعد ذلك روايات السجل، وذكرت أن أسرة من الملوك أعقبت بايوساوتي. وحصن الملك باينبيا (Pyinbya) (ပျဉ်ပြား) المدينة عام 849 ميلادية.

#### الإعمار العلمي

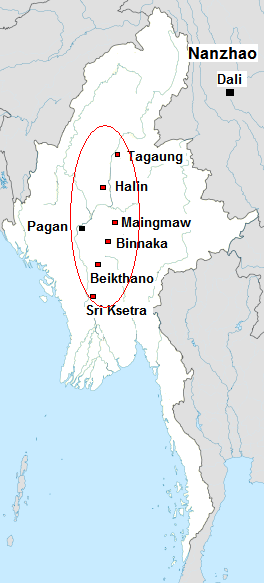
مدينة بيو في القرن الثامن تقريبًا

مع ذلك، ترى الدراسات المعاصرة أن مرانما (بورمان) من مملكة ننزاوهو الذي أسس أسرة باغان ما بين منتصف وأواخر القرن التاسع الميلادي، وأن الأجزاء القديمة من السجل عبارة عن حكايات وأساطير شعب بيو، وهم سكان بورما الأوائل الذين لهم سجلات تاريخية موجودة، وأن ملوك باغان نسبوا لأنفسهم تلك الحكايات والأساطير. في الواقع، كان العلماء الأوروبيون الأوائل فترة الاستعمار البريطاني أكثر تشككًا، رافضين بشكل قاطع تراث سجلات تاريخ بورما القديم باعتباره «نسخًا للأساطير الهندية مأخوذة من الأصول السنسكريتية (Sanskrit) أو البالية (Pali)»، وأن قصة أبهيراجا (Abhiraja) ما هي إلا محاولة يائسة من المؤرخين البورميين لربط ملوكهم ببوذا. لقد شككوا بشدة في الآثار التراثية للسجلات التاريخية، ونفوا إمكانية قيام أي نوع من الحضارة في بورما قبل 500 ميلادية.
وبصرف النظر عن أسطورة أبهيراجي، هناك بحث جديد يبين أن العديد من الأماكن المذكورة في السجلات الملكية كانت بالفعل مأهولة بالسكان بشكل مستمر لمدة 3500 سنة على الأقل. يرجع إذًا الدليل الأقدم لوجود حضارة إلى 11000 قبل الميلاد. تظهر الأدلة الأثرية أنه في وقت مبكر من القرن الثاني قبل الميلاد، بنوا نظمًا للتحكم بالماء على طول المجاري الفرعية في الأجزاء المتوسطة والشمالية من حوض إيراوادي وأسسوا واحدة من أقدم المراكز الحضارية بجنوب شرق آسيا. بحلول القرون الأولى الميلادية، ظهر العديد من المدن المحاطة بأسوار، بما في ذلك تاغايونغ (Tagaung)، مهد أول مملكة بورمية وفقًا للسجلات التاريخية. تربط الأدلة المعمارية والفنية عالم بيو بالثقافة الهندية في القرن الرابع الميلادي. تباهت المدينة بالملوك، والقصور، والخنادق المائية، والبوابات الخشبية الضخمة، فدائمًا ما كان لكل علامات دائرة الأبراج 12 بوابة، واحدة من العديد من الأنماط المثالية التي ظلت حتى الاحتلال البريطاني. ظهرت سري كيسترا كمدينة رائدة في القرن السابع الميلادي. على الرغم أن حجم المدينة وحجم التنظيم السياسي نما خلال القرن السابع إلى القرن التاسع، إلا أنه لم تظهر أية مملكة ضخمة بحلول القرن التاسع.
وفقًا لإعادة إعمار جي إتش لوس، انهار عالم بيو ذات الألف عام تحت هجمات مملكة ننزاو التابعة ليونان المتكررة مابين عام 750 و830 ميلادية. شأنها شأن بيو، يعتقد أن الموطن الأصلي للبورميين قبل يونان تشينغهاي الحالية ومقاطعات غانسو. بعدما أضعفت هجمات ننزاو بشكل كبير من مدينة بيو، دخل عدد كبير من المحاربين البورميين وعائلاتهم أولاً في نطاق بيو في عام 830 و840 واستقروا في التقاء نهري إيراوادي وتشاندوين (Chindwin)، وربما كان ذلك لتهدئة الأوضاع في المناطق الريفية المحيطة بننزاو. والواقع أن نظام تسمية ملوك باغان القدماء ــــ بيوساوتي وذريته لستة أجيال ــــ كان مماثلاً لنظام تسمية ملوك ننزاو حيث كان اسم الأب الأخير يصبح أول اسم للابن. تذكر السجلات أن تاريخ هؤلاء الملوك القدامى كان بين القرن الثاني والثالث الميلادي، فيما يقول العلماء أن تاريخهم كان ما بين القرن الثامن والقرن العاشر الميلادي  (يؤكد رأي الأقلية الذين يتصدرهم هتين أنغ (Htin Aung) أن وصول البورميين قد يكون قبل ذلك بعدة قرون، ربما في أوائل القرن السابع. يرجع تاريخ أول مستوطنة بشرية في باغان بحسب التأريخ بالإشعاع الكربوني إلى 650 ميلادية تقريبًا. ولكن الأدلة غير حاسمة لتثبت أنها كانت مستوطنة بورمية، وليست من البيو)
خلص تانت ماينت يو (Thant Myint-U) إلى أن «إمبراطورية ننزاو (Nanzhao) جرفتها الأمواج على ضفاف نهر إيراوادي، وكان بإمكانها إيجاد حياة جديدة، وانصهرت في الثقافة القديمة التي كانت موجودة آنذاك، لتقيم بعدها واحدة من أروع الممالك الصغيرة في العصور الوسطى. أدى هذا الانصهار لوجود الشعب البورمي، وتأسيس الثقافة البورمية الحديثة.»

### باغان القديمة

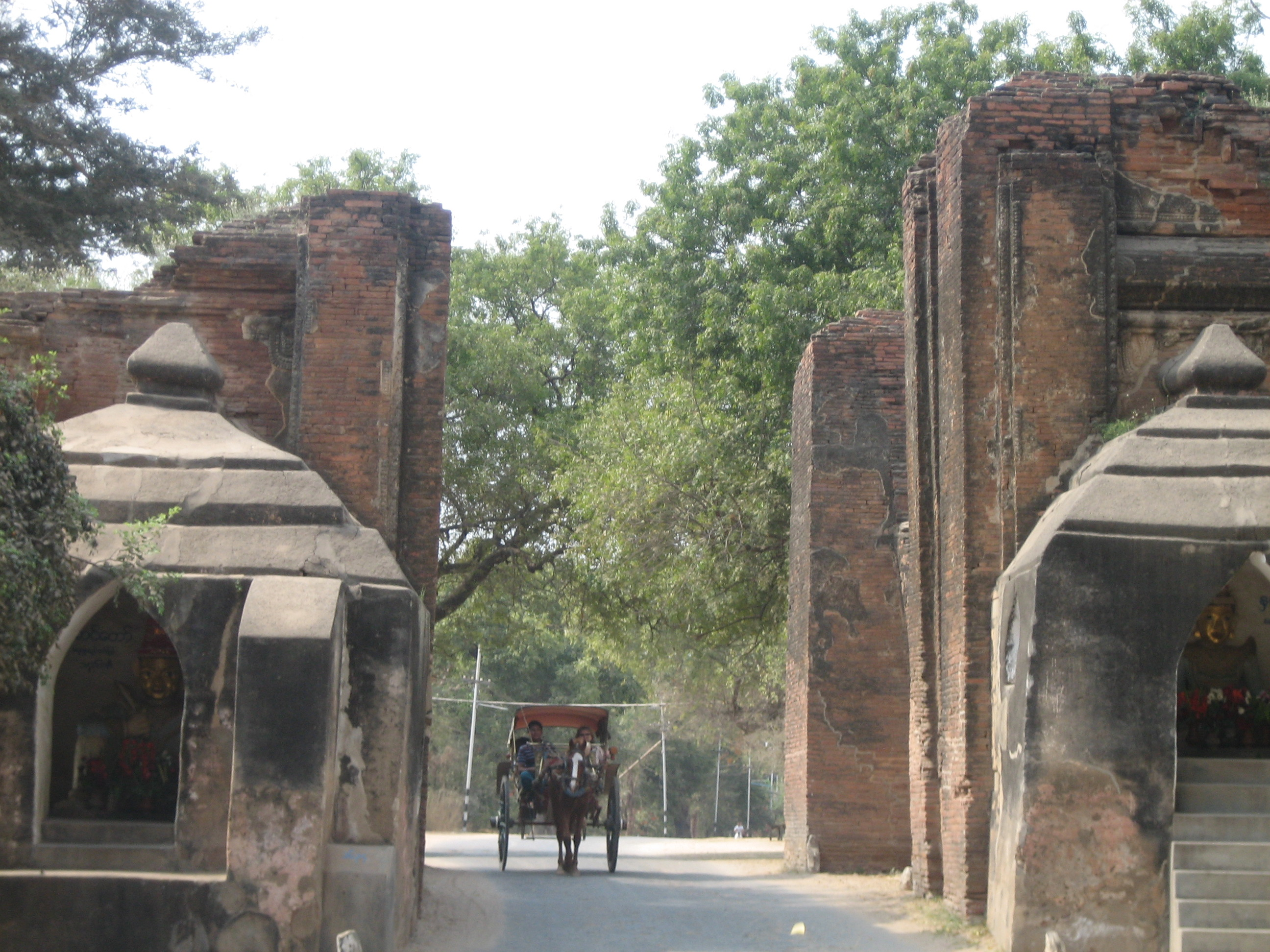
إن بوابة ثارابا في باغان، هي القسم الوحيد الذي بقي من الأسوار القديمة. يرجع تاريخ الأسوار الرئيسية إلى ما يقارب 1020 ميلادية وترجع قطع الأسوار القديمة إلى 980 ميلادية تقريبًا.

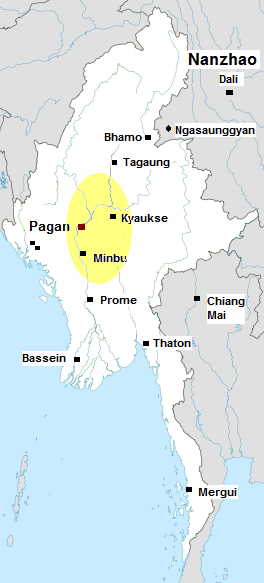
إمارة باغان عند تولي أناوراتا (Anawrahta) الحكم في 1044

تشير الأدلة إلى أن وتيرة الهجرة البورمية إلى نطاق بيو كانت تجري بشكل تدريجي. في الواقع، لم يتم العثور على دلالات راسخة في سري كسترا أو أي مكان في بيو تشير إلى حدوث إطاحة باستخدام العنف. يظهر التأريخ بالإشعاع الكربوني أن النشاط البشري كان موجودًا حتى عام 870 تقريبًا في هالين، وورد تدمير مدينة بيو بغارة شنتها مملكة ننزاو في عام 832. وقد استقبلت منطقة باغان موجات من الاستيطان البورمي ما بين منتصف القرن التاسع، وربما استمرت تلك المستوطنات مدة طويلة في القرن العاشر. على الرغم أن همانان يذكر أن باغان كانت محصنة في عام 849 ميلادية ـــــ أو بالأحرى، عام 876 ميلادي بعدما تم تعديل تواريخ همانان إلى عام 1044 ميلادية، وهو تاريخ تولي الملك أناوراتا للحكم الذي تم التحقق منه عن طريق الكتابات المنقوشة ـــ تذكر السجلات التاريخية أنه من المحتمل أن يكون هذا التاريخ هو تاريخ تأسيس المدينة، وليس تاريخ تحصينها. ويشير الإشعاع الكربوني أن تاريخ أسوار مدينة باغان يرجع إلى عام 980 ميلادية على أقرب تقدير. (إذا كان هناك تحصين قبل ذلك الوقت، فلابد أنه قد تم بناؤه باستخدام مواد أقل تعميرًا مثل الطين.) وبالمثل، تشير أدلة النقش المتعلقة بملوك باغان الاوائل إلى عام 956 ميلادية. كان أول ذكر لباغان في المصادر الخارجية في سجلات سونغ الصينيون التي تذكر أن مبعوثين من باغان قاموا بزيارة عاصمة سونغ بيان جينغ في عام 1004. ذكرت نقوش شام ومون باغان أولاً في عام 1050 و1093، بشكل متتابع.
وفيما يلي قائمة جزئية لملوك باغان الأوائل كما ذكر همانان ، تظهر بالمقارنة مع تواريخ همانان التي تم تعديلها إلى 1044 وقائمة زاتاداوبون يزاوين (Zatadawbon Yazawin) (سجل خريطة البروج الملكية). إن أدلة النقش الموجودة من قبل أناوراتا (Anawrahta) إلى الآن هي فقط لنيانغ يو ساورهان (Nyaung-u Sawrahan) وكنساو كيانغ بيو (Kunhsaw Kyaunghpyu). تبدأ القائمة من بينبيا (Pyinbya)، الذي قام بتحصين باغان وفقًا لهمانان.
| ملك            | مدة الحكم حسب همانان يازاون / (معدل) | زاتاداوبون يزاوين | العلاقة              |
| -------------- | ------------------------------------ | ----------------- | -------------------- |
| بينبيا         | 846–878 / 874–906                    | 846–876           |                      |
| تانيت          | 878–906 / 906–934                    | 876–904           | الابن                |
| سيل نغاكوي     | 906–915 / 934–943                    | 904–934           | مغتصب                |
| ثينكو          | 915–931 / 943–959                    | 934–956           | الابن                |
| نيونغ سواراهان | 931–964 / 959–992                    | 956–1001          | مغتصب                |
| كونسو كيانغبيو | 964–986 / 992–1014                   | 1001–1021         | ابن تانيت            |
| كيسو           | 986–992 / 1014–1020                  | 1021–1038         | ابن نيانغ يو ساورهان |
| سوكات          | 992–1017 / 1020–1044                 | 1038–1044         | الشقيق               |
| أنوراتا        | 1017–1059 / 1044–1086                | 1044–1077         | ابن كنساو كيانغ بيو  |

وعلى أية حال، بحلول القرن العاشر، قام البورميون في باغان بتوسيع الزراعة التي تعتمد على الري بينما استعاروا على نطاق واسع من ثقافة بيو ذات الأغلبية البوذية. تشير الأيقونات، والهندسة المعمارية، والنقوش القديمة لمدينة باغان إلى فارق بسيط بين الأشكال الثقافية للبورمين القدماء وبيو. وعلاوة على ذلك، لم يوجد فارق عرقي حاد بين البورميين والبيو المرتبطين بهم من حيث اللغة. وكانت المدينة واحدة من المدن المنافسة حتى أواخر القرن العاشر عندما نمت سلطتها وعظمتها. ومع تولي أنوراتا الحكم في عام 1044، نمت باغان لتصبح إمارة صغيرة ــــ حوالى 320 (كم) (200 ميل) من الشمال إلى الجنوب وحوالى 130 (كم) (80 ميل) من الشرق إلى الغرب، أي أنها كانت تتشكل من المقاطعات الحالية ماندلاي (Mandalay)، وميكتيلا (Meiktila)، وماينغيان (Myingyan)، وكايوكسي (Kyaukse)، وياميثن (Yamethin)، وماغوي (Magway District)، وساغينغ (Sagaing)، والأجزاء النهرية من منبو (Minbu) وباكوكيو (Pakkoku). من الشمال تقع مملكة ننزاو، ولا تزال الناحية الشرقية غير مأهولة بدرجة كبيرة تلال شان (Shan Hills)، ومن الجنوب وغرب بيوس (Pyus)، ولا يزال أقصى الجنوب، المون. يبلغ حجم الإمارة حوالي 6% من بورما/مينمار الحالية.

### إمبراطورية باغان
انظر أيضًا: قائمة ملوك باغان
 (Defence Services Academy)

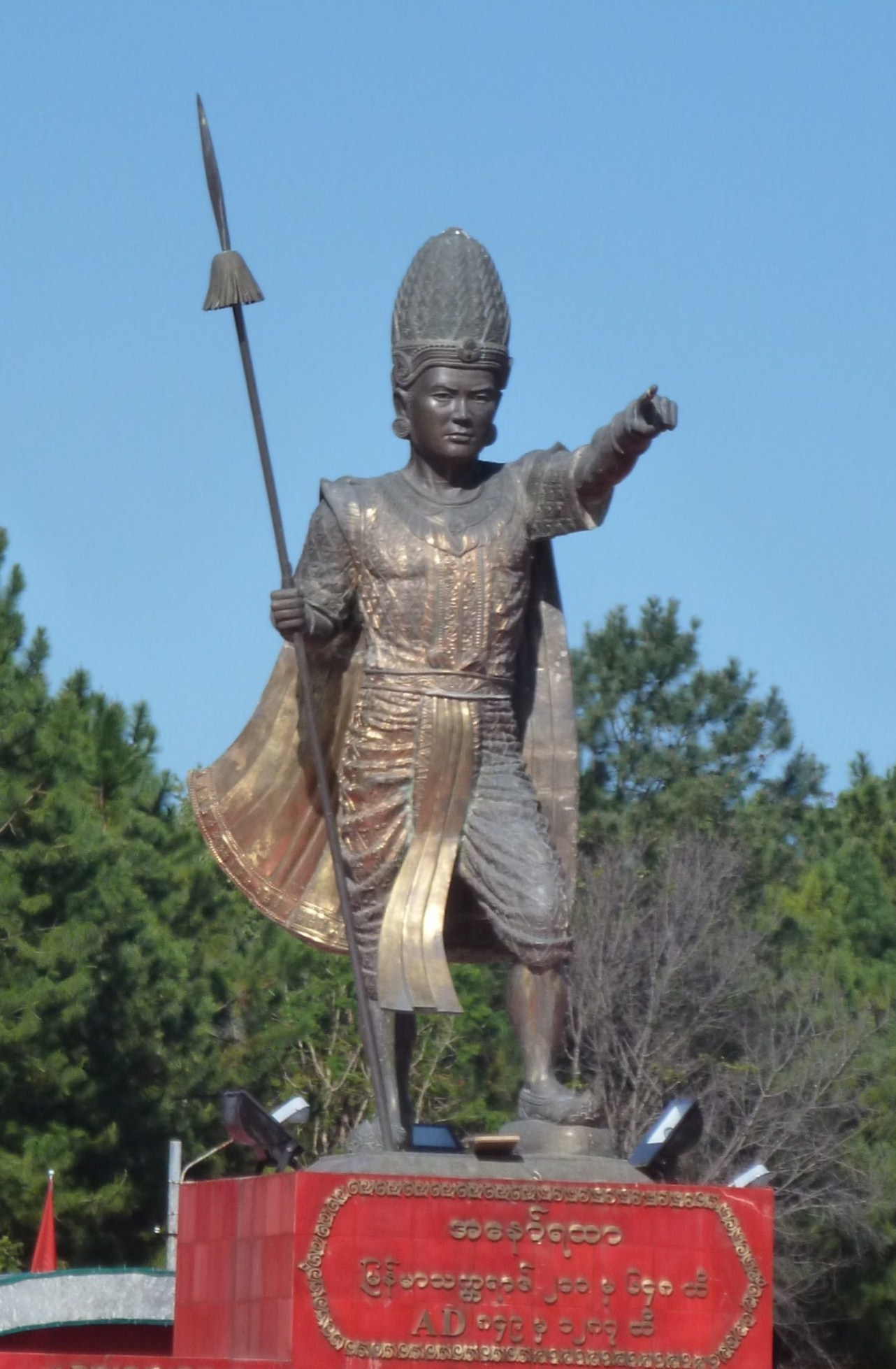
تمثال الملك أنوراتا أمام DSA

ثم وصل إلى السلطة، بعد ذلك في ديسمبر من عام 1044، أمير يدعى أنوراتا. وعلى مدار العقود الثلاثة التالية، حول هذا الأمير هذه الإمارة الصغيرة إلى أول إمبراطورية بورمية ـــ «حكومة الميثاق» التي شكلت أساس بورما/مينمار المعاصرة. يبدأ التاريخ البورمي الذي يمكن التحقق منه تاريخيًا عند توليه الحكم.

#### التكوين

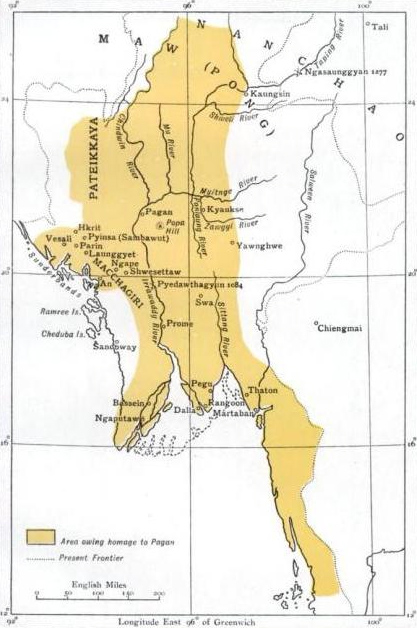
إمبراطورية باغان تحت حكم أنوراتا؛ كانت سيطرة باغان على أراكان قليلة، إن وجدت؛ ثم أحكمت باغان سيطرتها على أراكان بعد موته بأربعة عقود.

أثبت أنوراتا أنه ملك همام. كان ما يقوم به من أفعال كملك يقوي من القاعدة الاقتصادية لمملكته. في العقد الأول من عهده، بذل الكثير من الجهد في تحويل الأراضي القاحلة الجافة في وسط بورما إلى صومعة أرز، ونجح في بناء/توسيع السدود والقنوات، لا سيما حول مقاطعة كيايوكسي، شرقي باغان. جذبت المناطق المروية حديثًا الناس، مما أعطى له قاعدة متزايدة من الأيدي العاملة. لقد صنف كل مدينة وقرية وفقًا لإمكانيتها في زيادة الضريبة. الإقليم المعروف بليدوين (လယ်တွင်း «بلد الأرز»)، أصبحت الصومعة، وأساس اقتصاد بلد الشمال. يظهر التاريخ أن من تولى حكم كيايوكسي أصبح صانع ملوك في بورما العليا.
بحلول منتصف خمسينيات القرن العاشر، حولت إصلاحات أنوراتا باغان إلى قوة إقليمية، كما تطلع للتوسع. وعلى مدار السنوات العشر التالية، أسس إمبراطورية باغان (Pagan Empire)، على وادي إيراوادي في العمق، محاطة بالولايات الرافدة. وبدأ أناوراتا في شن حملاته في تلال شان (Shan Hills) القريبة، ووسع من غزواته نحو بورما السفلى (Lower Burma) نزولاً إلى أسفل نحو ساحل تيناسيرم (Tenasserim) إلى بوكيت (Phuket Province) وشمال أراكان (North Arakan/Rakhine State). تختلف تقديرات حجم مملكته بشكل كبير. تذكر سجلات البورميين والسياميين وجود إمبراطورية شملت بورما الحالية وشمال تايلاند. تؤكد سجلات السياميين أن أناوراتا غزا جميع وادي مينم، وأخد الجزية من ملك الخمير. ويذكر أحد سجلات السياميين التاريخية أن جيوش أناوراتا اجتاحت مملكة الخمير وسلبت مدينة أنغور ودمرتها، ويذهب سجل آخر بعيدًا جدًا ليذكر أن أناوراتا قام بزيارة جافا (Java) لأخذ الجزية.
ومع ذلك تؤكد أدلة الآثار أنه لم توجد سوى إمبراطورية صغيرة على وادي إيراوادي وبالقرب من الأطراف. تم العثور على اللوحات الطينية النذرية لنصر أنوراتا المزينة باسمه باللغة السنسكريتية على طول ساحل تناسيريم في الجنوب، وكاثا (Katha) في الشمال، وثازي (Thazi) في الشرق، ومينبو في الغرب. وفي الشمال الشرقي، أنشأ أناوراتا سلسلة من 43 حصنًا على طول سفح التلال الشرقية، والتي لا يزال 33 منها موجودة حتى الآن كقرى، مما يكشف مدى فاعلية توسع سلطته. علاوة على ذلك، ينسب أغلب العلماء بسط سلطة باغان في على المناطق الهامشية (أراكان، وتلال شان) إلى الملوك اللاحقين ــــ أراكان إلى ألونغ سيثو (Alaungsithu)، وسيس سالوين (Thanlwin river) وتلال شان إلى ناراباتيسيثو (Narapatisithu). (حتى هؤلاء الملوك اللاحقين ربما لم يكن لديهم سوى الحكم الرمزي للمناطق الهامشية البعيدة. على سبيل المثال، يزعم بعض العلماء مثل فيكتور ليبرمان (Victor Lieberman) أن باغان لم يكن لديها أية «سلطة فعالة» على أراكان.)
وعلى أية حال، يتفق جميع العلماء أن خلال القرن الحادي عشر، أحكمت باغان قبضتها على بورما العليا، وأقامت سلطتها على بورما السفلى. كان لظهور إمبراطورية باغان أثر دائم على التاريخ البورمي بالإضافة إلى تاريخ البر الرئيسي لجنوب شرق آسيا. أظهر غزو بورما السفلى زحف إمبراطورية الخمير نحو ساحل ثيناسيرم (Tenasserim)، وضمن التحكم في موانئ شبه الجزيرة، والتي كانت نقطة العبور بين المحيط الهندي والصين، وسهل من نمو التبادل الثقافي مع العالم الخارجي: مون بورما السفلى، والهند، وسيلان. وكان تحول أناوراتا من بوذية أري (Ari Buddhism) إلى بوذية ثيرافادا (Theravada Buddhism) على نفس القدر من الأهمية وفر الملك البورمي للمدرسة البوذية، والتي كانت في تراجع في أماكن أخرى من جنوب وجنوب شرق آسيا، ما كانت تحتاجه بشدة من أمن ومأوى. بحلول سبعينيات القرن العاشر، ظهرت باغان كقلعة الثيرافادا (Theravada) الأساسية. وفي عام 1071، ساعدت في عودة بوذية الثيرافادا في سيلان التي تم القضاء فيها على رجال الدين البوذيين على يد تشوليين (Chola dynasty). هناك تطور أساسي آخر وفقًا للمنحة التقليدية وهو ظهور الكتابة البورمية، ويعتقد أنها مشتقة من كتابة المون في 1058، بعد فتح ثاتون بعام واحد. لكن البحوث التي أجريت مؤخرًا، وإن لم تكن استقرت بعد، تشير إلى أن الكتابة البورمية ربما تم اشتقاقها في القرن العاشر من كتابة بيو (Pyu).

#### التكوين الثقافي والنمو الاقتصادي

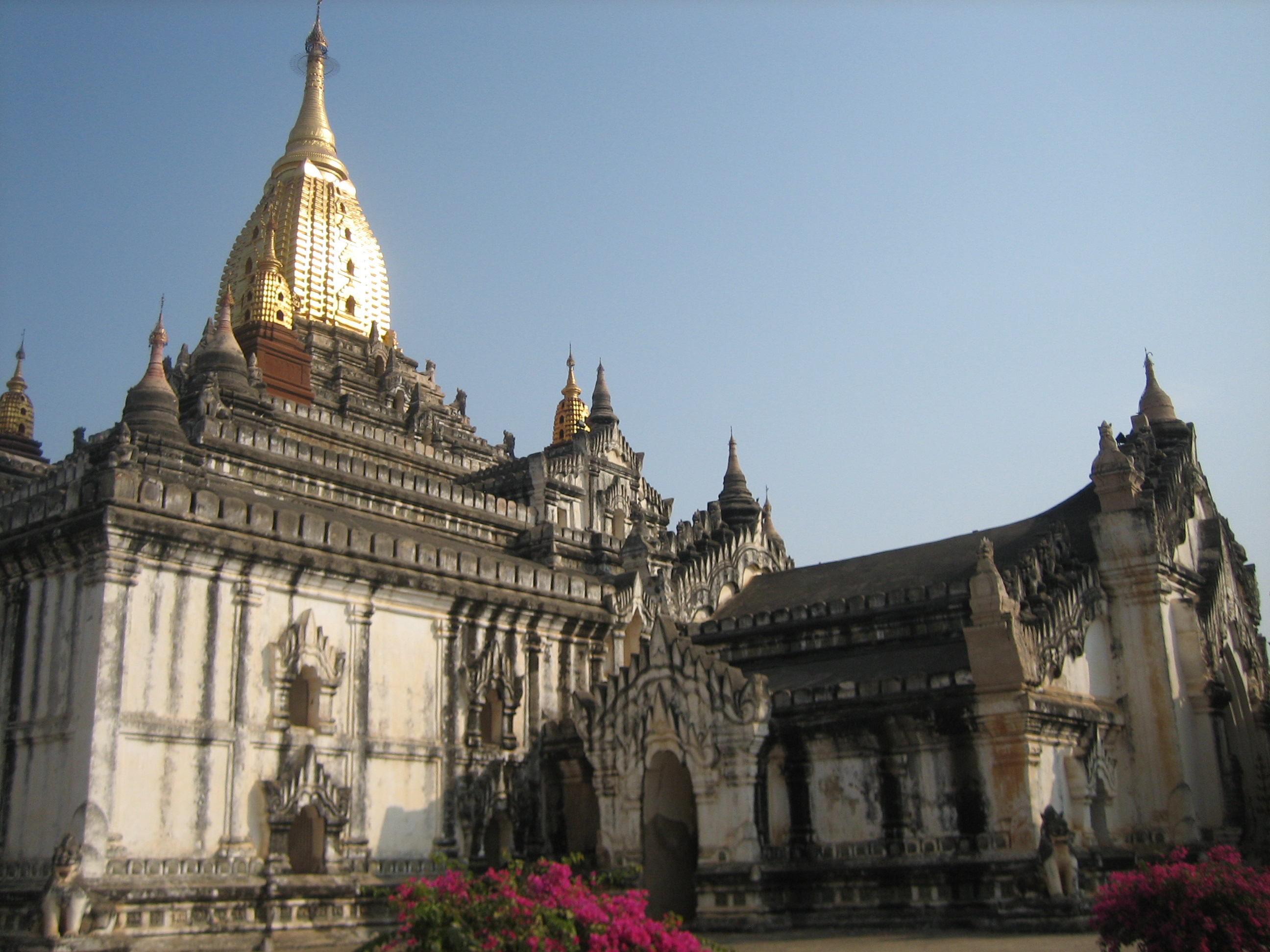
معبد أناندا

لقد أعقب أناوراتا سلسلة من الملوك المتمكنين الذين رسخوا مكانة باغان في التاريخ. دخلت باغان في عصر ذهبي استمر للقرنين التاليين. وبغض النظر عن حركات التمرد القليلة التي كانت تحدث من حين لآخر، كانت المملكة إلى حد كبير تنعم بالسلام خلال هذه الفترة. لقد نجح الملك كينسيتا في دمج التأثيرات الثقافية المتنوعة التي دخلت باغان من خلال الغزوات التي قام بها أناوراتا. لقد قام برعاية علماء مون وحرفييها الذين برزوا كنخبة فكرية. ولقد كسب رضى أهل بيو من خلال ربط نسبه بأسلاف سري كسترا الحقيقيين والأسطوريين، وهم رمز لماضي بيو الذهبي، ومن خلال زيارة مملكة بيو، رغم أنها كانت محكومة من قبل طبقة بورمية حاكمة. لقد دعم بوذية ثيرافادا (Theravada Buddhism) وفضلها بينما تسامح مع المجموعات الدينية الأخرى. وللتأكد، تابع هذه السياسات كافة مع الحفاظ على الحكم العسكري البورمي. وبحلول نهاية عهده الذي بلغ 28 عامًا، برزت باغان كقوة عظمى إلى جانب إمبراطورية الخمير في جنوب شرقي آسيا، واعترف بها الصينييون أسرة سونغ، والهنود أسرة تشولا كمملكة ذات سيادة. بدأت تتجمع عدة عناصر متنوعة ــــ الفن، والعمارة، والدين، والأدب، والتعددية العرقية.
واصلت باغان صعودها تحت حكم ألونغ سيثو (حكم 1113ــ1167)، الذي ركز على توحيد النظم الإدارية والاقتصادية. وسع الملك، المعروف أيضًا بسيثو الأول (Sithu I)، المستعمرات الحدودية وبنى نظم ري جديدة في جميع أنحاء المملكة. لقد وفر أيضًا في جميع أنحاء البلاد أوزان ووحدات قياس موحدة للمساعدة في الإدارة وكذلك التجارة. لقد أدى التوحيد القياسي إلى توفير حافز للاستفادة المالية من اقتصاد باغان، مما كان له الأثر البالغ الذي لم يظهر رغم ذلك حتى أواخر القرن الثاني عشر. أسهم الإنتاج الزراعي المتزايد بالإضافة إلى شبكات التجارة البرية والبحرية في ازدهار المملكة. كان يتم تخصيص جزء كبير من الثروة لبناء المعابد. أصبحت مشاريع بناء المعابد، التي بدأت بشكل جدي خلال عهد كينسيتا (كينسيتا)، متكلفة على نحو متزايد، وبدأت تتحول من المعايير القديمة لبيو ومون إلى الطراز المعماري البورمي المتميز. وبحلول نهاية عهد سيثو الأول (Sithu I)، كانت باغان تتمتع بثقافة أكثر تركيبًا، مما يعني حكومة فاعلة واقتصادًا مزدهرًا. بيد أن النمو المقابل في عدد السكان شكل ضغطًا على «العلاقة الثابتة بين الأراضي المنتجة والسكان»، مما اضطر الملوك اللاحقين للتوسع.

#### بلوغ القمة

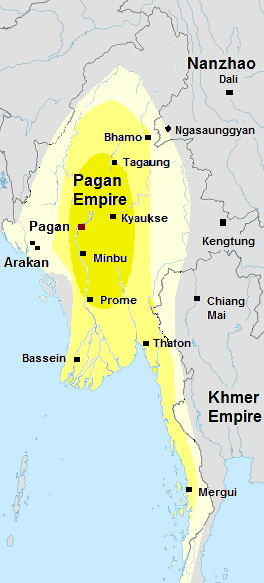
إمبراطورية باغان إبان عهد سيثو الثاني. تذكر السجلات التاريخية البورمية أيضًا كينغتونغ (Kengtung) وشيانغ ماي (Chiang Mai). تظهر المناطق الجوهرية بلون أصفر داكن. وتظهر المناطق الطرفية بالأصفر الفاتح. لقد ضمت باغان موانئ بورما السفلى الأساسية داخل نطاقها الأساسي بحلول القرن الثالث عشر

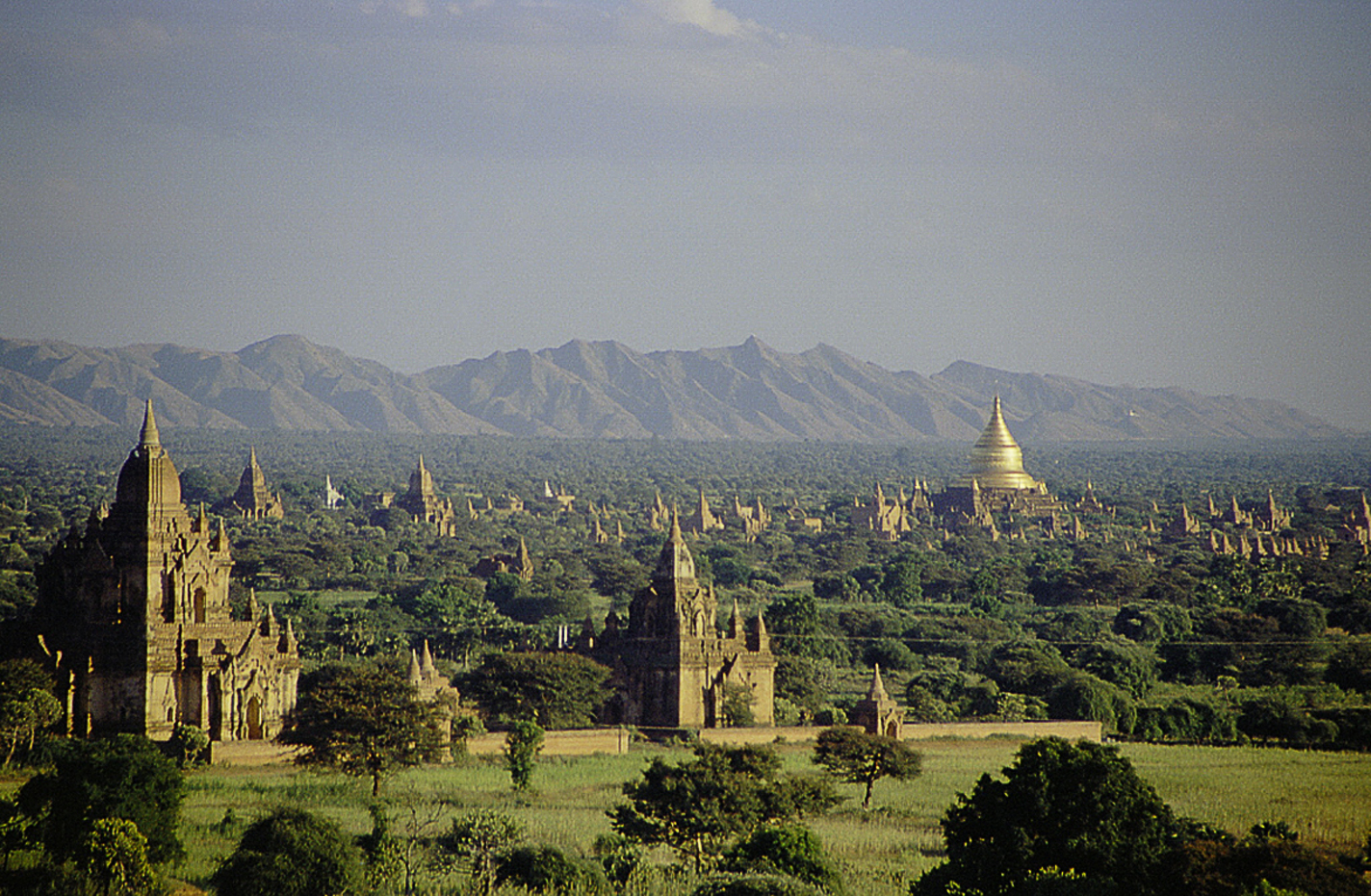
سهول باغان اليوم

بلغت باغان ذروة التطور السياسي والإداري خلال عهد كل من ناراباتيسيثو (Narapatisithu) (سيثو الثاني فترة الحكم 1174–1211) وهتيلومينلو (Htilominlo) (فترة الحكم 1211–1235). بلغت حدود المملكة أكبر توسع لها. بلغ التنظيم والنجاح العسكري ذروته. بلغت الصروح المعمارية من ناحية الجودة والعدد مستوى حاولت الأسر المتعاقبة محاكاته ولكنهم لم يفلحوا أبدًا في ذلك. وأخيرًا طور البلاط نظامًا معقدًا أصبح نموذجًا للسلالات اللاحقة. وبلغ الاقتصاد الزراعي ذروته في بورما العليا. عاش رجال الدين البوذيون، سانغا (sangha)، واحدة من أكثر الفترات غنى. تم تدوين القوانين المدنية والجنائية باللغة الدارجة، البورمية (Burmese language)، لتصبح قانونًا أساسيًا تسير على خطاه العصور اللاحقة.
قام سيثو الثاني رسميًا بتأسيسحراس القصر في عام 1174، وهو أول جيش دائم، وانتهج سياسة توسعية. على مدار عهده الذي بلغ 27 عامًا، بلغ نفوذ باغان أقصى الجنوب داخل شبه جزيرة مالايو، على أقل تقدير حتى نهر سالوين في الشرق وأسفل الحدود الصينية الحالية في أقصى الشمال. (تذكر السجلات التاريخية البورمية أيضًا ولايات شان الواقعة على نهر سالوين، بما في ذلك كونغ تونغ وتشيانغ ماي). مستكملاً سياسات والده سيثو الأول، وسع سيثو الثاني القاعدة الزراعية للمملكة بأيدٍ عاملة جديدة من المناطق التي تم غزوها، لتوفير الثروة اللازمة لأصحاب الامتيازات وطبقة الموظفين. أرسلت باغان الولاة للإشراف عن كثب على الموانئ في بورما السفلى وشبه الجزيرة. في أوائل القرن الثالث عشر، كانت باغان، جنبًا إلى جنب مع إمبراطورية الخمير، إحدى الإمبراطوريتين الرئيسيتين في البر الرئيسي لجنوب شرق آسيا.
شهد عهده أيضًا نهضة الثقافة البورمية التي انبثقت أخيرًا من ظلال حضارتي مون وبيو. ومع القيادة البورمية للملكة التي لم يكن لأحد في هذا الوقت أن يتشكك فيها، كان مصطلح مرانما (البورميين) يتم استخدامه علنًا في نقوش اللغة البورمية. أصبحت الكتابة البورمية هي الكتابة الرئيسية للمملكة، لتحل محل كتابة بيو ومون. كما شهد عهده أيضًا عودة انتشار البوذية البورمية بمدرسة ماهافيارا (Mahavihara) في سيلان (Ceylon). انحسر دور بيو، وسادت العرقية البورمية إلى حد كبير، بحلول القرن الثالث عشر.

#### الانهيار

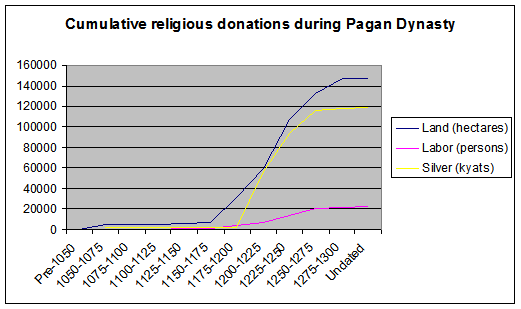
التبرعات التراكمية للسانغا (Sangha) في 25 عامًا

إن نجاح سيثو الثاني في بناء الدولة أكسب المملكة حالة من الاستقرار والرخاء. كان بمقدور خلفه المباشر هتيلومينلو (Htilominlo) وكياسوا (Kyaswa) (فترة الحكم 1235–1249) العيش على الظروف المستقرة وحالة الرخاء التي حققها بالقيام بالقليل من البناء في الدولة من جانبه. لم يقم هتيلومينلو (Htilomino) بأية تنظيم يذكر. عالم ومعتنق للبوذية، تخلى الملك عن قيادة الجيش وترك الإدارة إلى مجلس الوزراء الملكي، جد هلوتاو (Hluttaw). لقد انهارت حبوب باغان التي كان يتم زرعها في هذه الفترة التي بدت مثالية. توقفت الدولة عن التوسع ولكن لم يتوقف إعطاء الأراضي المعفاة من الضرائب إلى لرجال الدين. قلل النمو المستمر للثروات الدينية المعفاة من الضرائب من الدخل الضريبي للمملكة إلى حد كبير. في الواقع، كان هتيلومينلو (Htilominlo) آخر بناة المعابد على الرغم أن غالبية المعابد التي أقامها كانت بأراضٍ بعيدة وليس في منطقة باغان، مما يعكس حالة التدهور التي لحقت بخزانة المملكة.
وبحلول منتصف القرن الثالث عشر، تفاقمت المشاكل بصورة كبيرة. حيث نفدت مساحات الأراضي المستصلحة سهلة الري في بورما العليا (Upper Burma) التي كانت باغان تمارس عليها أغلب سلطتها السياسية. ومع ذلك، فإن رغبتهم الشديدة في تجميع الاستحقاقات الدينية لإعادة تجسيد أفضل جعلت من المستحيل على الملوك باغان أن يوقفوا بشكل كامل تقديم التبرعات من جانبهم أو من جانب باقي الحاشية. حاول الملوك استعادة بعض من هذه الأراضي عن طريق إزاحة رجال الدين بشكل دوري باسم التطهير البوذي، والاستيلاء على الأراضي الممنوحة سابقًا. وعلى الرغم أن بعض جهود استصلاح الأراضي كانت ناجحة، إلا أن رجال الدين البوذيين نجحوا في مقاومة تلك المحاولات. في نهاية المطاف، تراجع معدل الأراضي المستصلحة في مقابل معدل تكريس الأراضي للسونغا. (تفاقمت المشكلة بدرجة صغيرة من قبل الوزراء ذوي النفوذ، ممن استغلوا الخلافات المتعاقبة وقاموا بتجميع أراضيهم على حساب الملك.) بحلول 1280، بلغ حجم الأراضي التي تم التبرع بها لرجال الدين ما بين ثلث أو ثلثي أراضي بورما العليا الصالحة للزراعة. وبالتالي فقد الملك الموارد اللازمة للإبقاء على ولاء الحاشية ورجال الجيش، مما أدخل البلاد في دائرة مفرغة من الاضطراب الداخلي والتحديات الخارجية من قبل مون، المغول والشان.

### السقوط

#### الاجتياحات المغولية

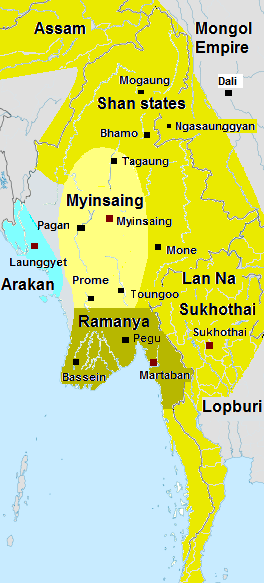
صعود الممالك الصغيرة بعد سقوط إمبراطورية باغان في عام 1310 تقريبًا. كانت مملكة تاي شان (Tai-Shan Realm) المكونة من ولايات شان (Shan)، لان نا (Lan Na)، وسوخوثاي (Sukhothai) بالإضافة إلى رامانيا (Ramanya) في بورما السفلى - دول تابعة للمغول ماينساينغ - هي الدولة الوحيدة في المنطقة التي لم تكن تابعة للمغول.

ظهرت أولى بوادر الاضطراب بعد فترة وجيزة من تولى ناراثيهابيت للحكم في 1256. واجه الملك الذي يفتقد للخبرة ثورات في دولة أراكان (Arakan) في ماكتشاغيري (Macchagiri) (مقاطعة كياوكبايو) في الغرب، ومرتابان (Mottama/Martaban) في الجنوب. تم إخماد التمرد في مارتابان بسهولة ولكن ماكتشاغيري تطلبت القيام بحملة ثانية قبل إخماد التمرد فيها. ولكن لم تدم حالة الهدوء لوقت طويل. ثارت مارتابان من جديد في عام 1281. وفي هذه المرة، لم تكن باغان قادرة على فعل أي شئ لاستعادة مارتبان لأنها كانت تواجه تهديدًا وجوديًا في الشمال. طالبت المغول بالجزية، في عام 1271 ومرة أخرى في عام 1273. وعندما رفض ناراثيهاباتي (Narathihapate) في كلتا المرتين، قام المغول بغزو البلاد بطريقة ممنهجة. كان أول غزو في عام 1277، هزم المغول فيه البورميين في موقعة نجا ساو نغيان (Ngasaunggyan)، وأحكموا سيطرتهم على كانجيا (Yingjiang County/Kanngai) (يينغجيانغ (Yingjiang)، يونان (Yunnan) الحالية التي تقع شمال بهامو (Bhamo) بـ 112 كم). في عام 1283، تحركت قواتهم جنوبًا وحدثت بهامو المحتلة (Bhamo). وفي 1287، اجتاحت الجيوش المغولية أقصى الجنوب مرة أخرى. وبدلاً من الدفاع عن البلد، هرب الملك من باغان نحو بورما السفلى حيث تم اغتياله سريعًا على يد أحد أبنائه.
تشير الأبحاث الحديثة أن جيوش المغول لم ربما لم يصلوا إلى باغان نفسها، وأنه حتى لو وصلوا إليها فإن ما ألحقوه بها من ضرر كان ضئيلاً. ولكن الضرر حدث بالفعل. كل الولايات التابعة لباغان ثارت مباشرة بعد موت الملك، وسار كل منها بطريقته الخاصة. وفي الجنوب، قام واريرو (Wareru)، الرجل الذي تولى حكم مارتابان في عام 1281، بتوحيد المناطق التي تتحدث مون ببورما السفلى، وأعلن استقلال راماناديسا (أرض المون). في الغرب أيضًا، توقفت أراكان عن دفع الخراج. وانتهى وجود إمبراطورية باغان التي دامت لمدة 250 عامًا.

#### التفكك والسقوط
بعد الاجتياح الذي قاموا به في عام 1287، تحرك المغول نحو أقصى الشرق إلى تاغاونغ ولكنهم رفضوا ملء فراغ السلطة الذي خلفوه. في الواقع، لم يقر الإمبراطور كوبلاي خان (Kublai Khan) احتلالاً فعليًا لباغان. بدا وكأن هدفه الحقيقي هو «الإبقاء على منطقة جنوب شرق آسيا منكسرة متشتتة.» في باغان، أصبح أحد أبناء ناراثيهاباتي كياوسوا ملكًا على باغان في مايو 1289. ولكن «الملك» الجديد لم يسيطر سوى على منطقة صغير حول العاصمة، ولم يكن يمتلك جيشًا حقيقيًا. في هذا الوقت كانت سلطة بورما العليا الفعلية تقع في أيدي ثلاثة أشقاء، الذين كانوا قادة باغان السابقين، بالقرب من ماين ساينغ. عندما أصبحت مملكة هانثوادي في بورما السفلى دولة تتبع سوخوثاي في عام 1294، أرسل الأشقاء الثلاثة، وليس كياوسوا، قوةً لاستعادة مناطق باغان السابقة . على الرغم من تقهقر الجيش، إلا أنه لم يترك شكًا في من يملكون السلطة الفعلية في منتصف بورما. في السنوات التالية، تصرف الإخوة، وبالأخص الأخ الأصغر ثيهاثو (Thihathu)، مثل الملوك على نحو متزايد.
ولكبح القوة المتزايدة للإخوة الثلاثة، أذعن كياوسوا إلى المغول في يناير 1297، واعتبر الإمبراطور تيمور خان (Temür Khan) هذا الأمر انتصارًا على باغان في 20 مارس 1297. واستاء الإخوة من هذه التفهمات الجديدة حيث إن التبعية للمغول أضعفت بشكل مباشر من سلطتهم.. وفي 17 ديسمبر عام 1297، أطاح الإخوة الثلاثة بكياوسوا، وأقاموا مملكة ماينساينغ. لم يعلم المغول بالإطاحة حتى يونيو-يوليو 1298. وردًا على هذا الحدث، شن المغول اجتياحًا آخر، وصل إلى ماينساينغ في 25 يناير من عام 1301 ولكنهم لم يتمكنوا من اختراقها. أخذ المحاصرون رشاوى من الأشقاء الثلاثة، وانسحبوا في 6 أبريل 1301. وقامت حكومة يونان المغولية بإعدام قادتها ولكنها لم ترسل أية حملات عسكرية أخرى. لقد انسحبوا تمامًا من بورما العليا بدءًا من 4 أبريل 1303.
بحلول ذلك الوقت، تقلصت مملكة باغان، التي كان تعدادها 200000 نسمة، إلى مدينة صغيرة، ولم تستعد تفوقها بعد ذلك أبدًا. (لقد نجحت في البقاء حتى القرن الخامس عشر كمستوطنة بشرية.) ولى الأشقاء أحد أبناء كياوسوا حاكمًا على باغان. استمرت أسرة أناوراتا في حكم باغان كحكام تحت ماينساينغ، وبينيا، وممالك آفا حتى عام 1369. لقد انتهى جانب باغان الذكري هناك على الرغم من مرور الجانب الأنثوي في ملوك بينيا وآفا. ولكن السلالات البورمية استمرت في المطالبة بحكم باغان وصولاً إلى آخر أسرة بورمية كونباونغ.

## الحكومة

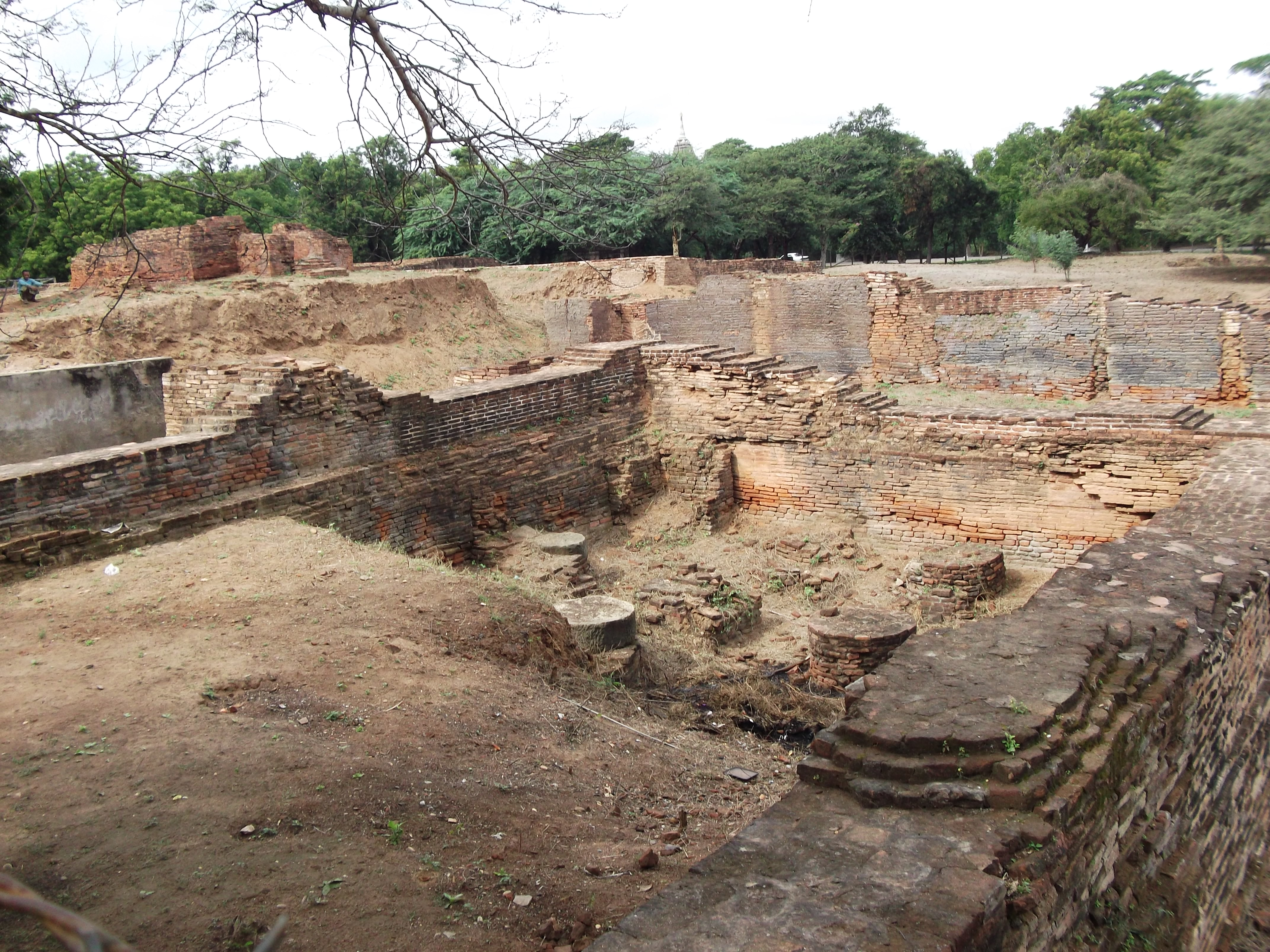
بقايا قصر باغان القديم

يمكن وصف حكومة باغان على نحو عام من خلال نظام ماندالا الذي مارس فيه الملوك سلطة سياسية مباشرة في قلب منطقتهم (بيي، «البلد»، ပြည်، ‎[pjì]‏)، والمناطق المحيطة التي كان يتم إدارتها كولايات تابعة فرعية (ناينغن غانز (naingngans)، lit. «الأراضي التي تم غزوها»، နိုင်ငံ، ‎[nàiɴŋàɴ]‏). بشكل عام، كانت سلطة العرش تنتشر في المناطق المتزايدة البعيدة عن العاصمة. كان يتم إدارة كل ولاية بثلاثة مستويات عامة: تاينغ (တိုင်း، مقاطعة)، وميو (မြို့، مدينة)، ويوا (ရွာ، قرية)، وقاعة الملك العليا في المنتصف. كانت المملكة تتكون من 14 مقاطعة على الأقل.

### المنطقة الرئيسية
كانت المنطقة الرئيسية تقع في المنطقة الحالية الجافة ببورما العليا، وبلغت مساحتها حوالي 150 كم إلى 250 كم في نصف قطر من العاصمة. تكونت المنطقة من العاصمة والمحاور الأساسية المروية (خيانغس (khayaings)، ခရိုင်، ‎[kʰəjàiɴ]‏) في كياوكسي (Kyaukse District) ومينبو (Minbu District). وبسبب المحاور المروية، شملت المنطقة أكبر عدد سكان في المملكة، والذي تم الاستفادة منه لتكوين أكبر تركيز من الجنود الملكيين الذين يمكن استدعاؤهم في الخدمات العسكرية. كان الملك يحكم العاصمة وضواحيها المتاخمة بصفة مباشرة بينما عين الأعضاء الأكثر ثقة في العائلة الملكية ليحكموا كياوكسي ومينبو. وتم تعيين الرجال الأقل رتبة على المناطق الجافة المستقرة حديثًا تايك (taik) (တိုက်، ‎[taiʔ]‏)، فضلاً عن أولئك الذين ينتمون إلى عائلات محلية ذات قوة ممن عُرفوا بقادة تايك (تايك-ثوغايز، တိုက်သူကြီး, ‎[taiʔ ðədʑí]‏). وعاش الحكام وقادة التايك من العطايا الإقطاعية والضرائب المحلية. ولكن على عكس نظرائهم في المناطق الحدودية، لم يتمتع حكام المنطقة الرئيسية بالكثير من الحكم الذاتي لقربهم من العاصمة.

### المناطق الهامشية
كانت ناينغن غانز أو الولايات الرافدة تحيط بالمنطقة الرئيسية، وكان يحكمها حكام محليون بالوراثة بالإضافة إلى حكام باغان المعينين، الذين ينتمون لعائلات الأمراء أو الوزراء. كان حكام هذه المناطق يتمتعون بحكم ذاتي أكبر، نظرًا لابتعادهم كثيرًا عن العاصمة. لقد كان لزامًا عليهم إرسال الخراج إلى الملك ولكن كان لهم حرية التصرف في إدارة باقي الأمور. لقد كانوا رؤساء محاكم، وقادة، وجامعي ضرائب. لقد قاموا بتعيين المناصب المحلية. في الواقع، لم يتم العثور على دليل لتعداد ملكي أو اتصال مباشر بين البلاط الملكي في باغان والزعماء التابعين للحكام.
على مدى 250 عامًا، حاول العرش ببطء دمج المناطق الأكثر أهمية من الناحية الاقتصادية والاستراتيجية ــــ مثل بورما السفلى، وتيناسيريم (Tenasserim)، وأقصى شمال وادي إيراوادي ــــ في المنطقة الأساسية من خلال تعيين محافظين بدلاً من الحكام الوراثيين. ففي القرن الثاني عشر والثالث عشر، على سبيل المثال، قامت باغان بتعيين حكامها على شاطئ تيناسيرم لتراقب الموانئ والإيرادات عن كثب وبحلول النصف الثاني من القرن الثالث عشر، كان العديد من الموانئ الأساسية في بورما السفلى (بروم، وباسين، ودالا) محكومًا من قبل كبار أمراء الأسرة المالكة. ومع ذلك، فإن تفكك بورما السفلى من مدار بورما العليا في أواخر القرن الثالث عشر يثبت أن المنطقة كانت بعيدة من التكامل التام. يظهر التاريخ أن المنطقة لم تكن متوحدة تمامًا مع المنطقة الرئيسية للمملكة حتى أواخر القرن الثامن عشر.
تقلصت السلطة الملكية أكثر في ناينغن غانز: البعيدة بأراكان، وتلال تشين، وتلال كاشين، وتلال شان. لم يكن للملك سوى (طقوس إلى حد كبير) سيادة رمزية على هذه الأراضي الرافدة. بشكل عام، كان ملك باغان يتلقى ضرائب رمزية دورية ولكنه لم يكن لديه «سلطة تنفيذية»، على سبيل المثال، في أمور كاختيار النواب، أو الخلفاء، أو مستويات الضرائب. ظلت باغان إلى حد بعيدة عن شؤون هذه الولايات النائية، ولم تتدخل إلا في حالة قيام ثورات صريحة، مثلما حدث في أراكان ومارتبان في أواخر خمسينيات القرن الثاني عشر أو شمال تلال كاشين في 1277.

### البلاط
كان البلاط مركز الإدارة، ممثلاً سلطة الحكومة التنفيذية، والتشريعية، والقضائية في وقت واحد. يمكن تقسيم أعضاء البلاط إلى ثلاثة فئات رئيسية: أفراد العائلة المالكة، والوزراء، والمسؤولين الفرعيين. في القمة كان يجلس الملك، والأمراء، والأميرات، والملكات، والجواري. كان يتم عادة تعيين الوزراء من الفروع البعيدة للعائلة الملكية. ولم يكن مرؤوسيهم من العائلة المالكة ولكنهم في الغالب ينتمون إلى عائلات كبار المسؤولين. أسهمت الألقاب، والدرجات، والشارات، والإقطاعيات، وغيرها في ضمان ولاء البلاط.
كان الملك باعتباره الحاكم المطلق هو الرئيس التنفيذي، والمشرع، ورئيس محكمة البلاد. ومع ذلك، عندما نمت المملكة، تخلى الملك بشكل تدريجي عن مسؤوليات البلاط، التي أصبحت أكثر اتساعًا وتعقيدًا، عن طريق إضافة المزيد من طبقات المسؤولين الإداريين. وفي أوائل القرن الثالث عشر، في عام 1211 تقريبًا، تحول جزء من البلاط إلى المجلس الملكي أو هليتاو. نما دور الهليتاو وسلطته إلى حد كبير في العقود التالية. فلم يقتصر دوره على الشؤون اليومية، بل توسع ليشمل الشؤون العسكرية وأمور المملكة. لم يتول أي ملك لباغان بعد سيثو الثاني قيادة الجيش مرة أخرى.) كما أصبح الوزراء من ذوي السلطة والنفوذ صناع ملوك أيضًا. فلقد كان دعمهم عاملاً مهمًا في تولى آخر ملوك باغان من هتيلومنلو (حكم من 1211 إلى 1235) إلى كياوسوا (حكم من 1287 إلى 1297).
كان البلاط أيضًا محكمة البلاد الرئيسية. كان سيثو الأول (حكم من 1113 إلى 1167) أول ملك لباغان يصدر مجموعة أحكام رسمية، عرفت فيما بعد باسم ألاونغ سيثو هبايت هتون (Alaungsithu hpyat-hton)، لتكون بمثابة سوابق قضائية تتبعها جميع المحاكم. وقام كاهن يدعى دامافيلاسا (Dhammavilasa) بتجميع مجموعة لاحقة من الأحكام إبان عهد سيثو الثاني (حكم من 1174 إلى 1211). وكعلامة أخرى على تفويض السلطة، قام سيثو الثاني أيضًا بتعيين رئيس للمحكمة ورئيس للوزراء.

### الجيش

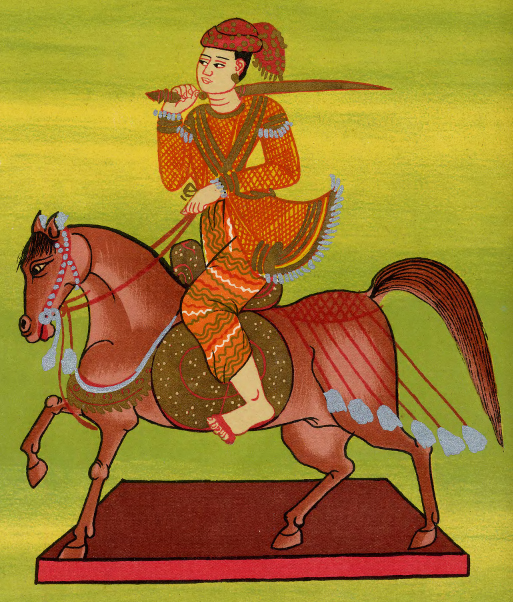
قائد باغان أونغ سوا (Aungzwamagyi) في خدمة سيثو الثاني

كان جيش باغان أصل الجيش الملكي البورمي. كان الجيش مقسمًا إلى جيوش صغيرة دائمة تتألف من عدة آلاف، موكول إليها الدفاع عن العاصمة والقصر، وجيش أكبر يعتمد على من يتم تجنيدهم في وقت الحرب فقط. كان التجنيد يعتمد على نظام كايونداو (kyundaw) (الذي كانت تسميه الأسر اللاحقة بنظام أهمودان (ahmudan)، وفيه يتعين على الزعماء المحليين توفير عدد الرجال المحدد لهم سلفًا من نطاق سلطتهم بناءً على عدد السكان في وقت الحرب. لم يطرأ على المنظمة العسكرية الأساسية أي تغيير كبير حتى فترة ما قبل الاستعمار رغم أن الأسر اللاحقة، وخاصة أسرة تونغو، وضعت بعض المعايير وأدخلت بعض التعديلات.
كان جيش باغان القديم يتألف في الأساس من الجنود الذين يتم تجنيدهم قبيل الحرب. على الرغم أن المؤرخين يعتقدون أن الملوك الأوائل مثل أناوراتا كان لديهم قوات دائمة لحماية القصر، إلا أن أول ذكر محدد لوجود جيش دائم في السجلات التاريخية البورمية كان في عام 1174 عنما أسس سيثو الثاني ما يعرف بحراس القصر ـــ «وهو عبارة عن جماعة داخلية وأخرى خارجية، يتناوبون الحراسة واحدة تلو الأخرى». أصبح حراس القصر النواة الأساسية للجيش بصفة عامة في أوقات الحرب. خدم معظم جنود الميدان في سلاح المشاة ولكن جنود سلاح الفيلة، والفرسان، وبحري كان يتم انتقاؤهم من القرى الوراثية التي تشتهر بمهارات عسكرية متخصصة. وفي عصر التخصيص العسكري المحدود، عندما كان عدد المزارعين الذين يتم تجنيدهم يقدم أفضل دلالة على النجاح العسكري، كانت بورما العليا بتعداد سكانها الأكبر مركزًا للثقل السياسي.
إن المصادر والتقديرات المختلفة تضع قوة باغان ما بين 30000 و60000 مقاتل. هناك نقش لسيثو الثاني، الذي قام بأكبر توسعات في الإمبراطورية، يصفه بأنه قائد 17645 جنديًا فيما يذكر آخر أن عدد الجنود والفرسان الذين كانوا تحت قيادته 30000. وتذكر رواية صينية أن تعداد الجيش البورمي في موقعة نغاساونغيان عام 1277بلغ 40000 إلى 60000 جندي (بما في ذلك 800 فيل و10000 حصان). إلا أن البعض يزعم أن الأعداد التي ذكرتها الرواية الصينية، النابعة من تقدير معركة واحدة بمجرد النظر، تبالغ إلى حد كبير. يقول هارفي (Harvey): «لقد أخطأ المغول من ناحية كرم الأخلاق حيث لم يرغبوا في التقليل من مجد الانتصار على الأعداد الفائقة». ولكن بفرض أن عدد السكان في بورما قبل الاستعمار كان ثابتًا نسبيًا، فإن تقدير الجيش بالكامل بما يتراوح بين 40000 إلى 60000 أمر غير مستبعد، ويتوافق مع أعداد الجيش البورمي في القرن السادس عشر والتاسع عشر التي وردت في مصادر متنوعة.

## الاقتصاد

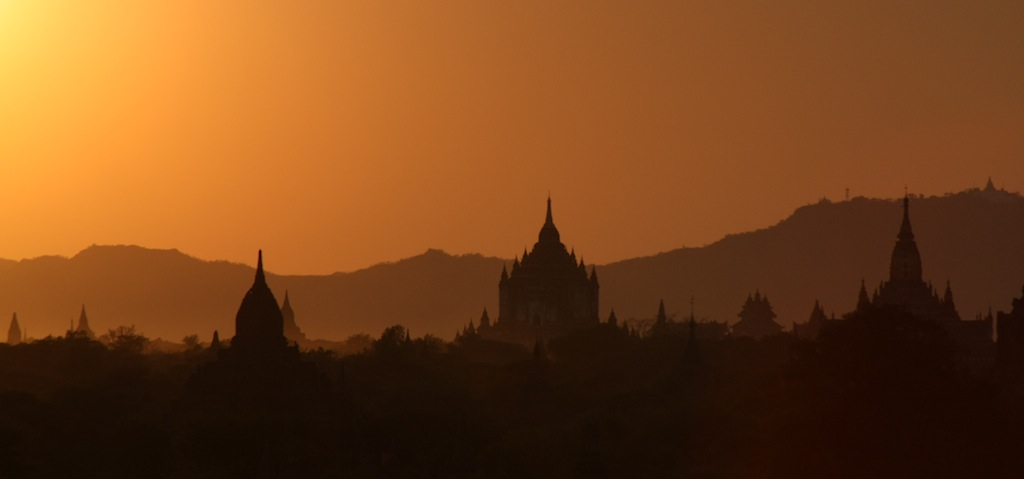
لقد بنى اقتصاد باغان المزدهر أكثر من 10000 معبد.

كان اقتصاد باغان يعتمد في الأساس على الزراعة، وإلى حد أقل بكثير، على التجارة. لقد حافظ نمو إمبراطورية باغان والتطور المتلاحق للأراضى المروية في المساحات الجديدة على عدد المراكز السكانية وتنمية الاقتصاد المزدهر. فاستفاد الاقتصاد أيضًا من الغياب العام للحرب التي أعاقت اقتصاديات السلالات اللاحقة. ووفقًا لفيكتور ليبرمان (Victor Lieberman)، دعم الاقتصاد المزدهر «الحضارة البوذية الغنية التي تميزت بمجموعة ضخمة من المعابد، والاديرة، ودور العبادة التي بلغ عددها قرابة 10000 صرحًا من القرميد، بقي منها أكثر من 2000.»

### الزراعة

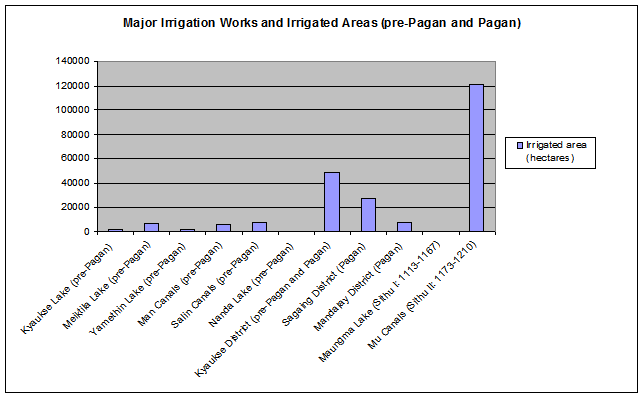
تطوير الأراضي المروية

كانت الزراعة المحرك الأساسي للمملكة منذ بدايتها في القرن التاسع. ويُعتقد أن المهاجرين البورميين أدخلوا تقنيات جديدة للتحكم في المياه أو أنهم حسنوا إلى حد كبير نظام السدود، والقناطر، والأحواض، والتحويلات المائية في بيو. وعلى أية حال، مكن التطوير الزراعي لحوض كياوكسي في القرن العاشر والحادى عشر مملكة باغان من التوسع خارج المنطقة الجافة ببورما العليا، ومن الهيمنة على مناطقها الحدودية، بما في ذلك الملاحة في بورما السفلى (Lower Burma)
وكما يعتقد ميشيل أنغ ثوين (Michael Aung-Thwin)، وجي إتش لويس، وثان تون، كان المحرك الأساسي لهذا التوسع الاقتصادي المعتمد على الزراعة هو منح الأراضي المعفاة من الضرائب إلى رجال الدين البوذيين. على مدار ما يقارب المائتي عام بين 1050 و1250، تبرعت القطاعات الغنية ذات النفوذ ـــ أفراد العائلة المالكة، وكبار مسؤولي البلاط، والعوام الأثرياء ـــ لرجال الدين بمساحات شاسعة من الأراضي الزراعية، بجانب المزارعين الذين تربطهم الوراثة لنيل الجدارة الدينية. (لقد كانت الأراضي الدينية والمزارعين معفيين من الضرائب.) على الرغم أن هذا الأمر شكل عبئًا على الاقتصاد في نهاية المطاف، إلا أنه ساعد في البداية على توسيع الاقتصاد لما يقارب القرنين. أولاً، ساعدت مجمعات المعابد، التي كانت تقع عادةً بعيدًا عن العاصمة، في إرساء المراكز السكانية الجديدة لصالح العرش. حفزت مثل هذه المؤسسات بدورها النشاطات الحرفية، والتجارية، والزراعية الحيوية للاقتصاد العام.
ثانيًا، دعت الحاجة إلى جمع الأراضي للأوقاف الدينية، بالإضافة إلى مكافآت الجنود، إلى تطوير فعلي للأراضي الجديدة. ركزت مشاريع الري الأولى على كياوكسي حيث بنى البورمييون عددًا هائلاً من السدود، وقنوات التحويل، ومينبو (Minbu) وهي مقاطعة مروية مماثلة جنوب باغان. بعد تطوير هذه المحاور، في منتصف وأواخر القرن الثاني عشر، أدارت باغان دفتها نحو المناطق الحدودية التي لم يتم بعد تطويرها غرب إيراوادي وجنوب مينبو. شملت هذه الأراضي الجديدة كلاً من الأراضي القابلة للري وتعتمد زراعة الأرز فيها على مياه الري، والأراضي غير القابلة للري التي تعتمد على مياه الأمطار في زراعة الأرز، والسمسم، والذرة البيضاء. ساهم التوسع الزراعي وبناء المعابد في إقامة السوق للأراضي وبعض أنواع العمالة والمواد. توسع استصلاح الأراضي، والهبات الدينية، وبناء المشروعات بشكل بطيء قبل عام 1050، وازداد في 1100، ثم تسارع بحدة مع فتح الأراضي الجديدة مابين عامي 1140 و1210 تقريبًا واستمر بمستوى منخفض من عام 1220 إلى عام 1300.
وبحلول النصف الثاني من القرن الثالث عشر، طورت باغان كمية هائلة من الأراضي الزراعية. بناءً على تقديرات الكتابات التي ظلت باقية إلى الآن، تتراوح مساحة تلك الأراضي بين 200000 إلى 250000 هيكتار. (وعلى سبيل المقارنة، تعتمد باغان في الوقت الحالى أنغكور على حوض الأرز الرئيسي لديها الذي تبلغ مساحته أكثر من 13000 هكتار.) ولكن الهبات المخصصة لرجال الدين البوذيين (sangha) على مدار 250 عامًا بلغت أكثر من 150000 هكتار (أكثر من 60%) من مجموع الأراضي الزراعية. في النهاية، بدى جليًا أن هذه الطريقة ما كان لها أن تستمر عندما توقفت الإمبراطورية عن النمو فعليًا، وأنها كانت عاملاً رئيسيًا في سقوط الإمبراطورية.

### التجارة

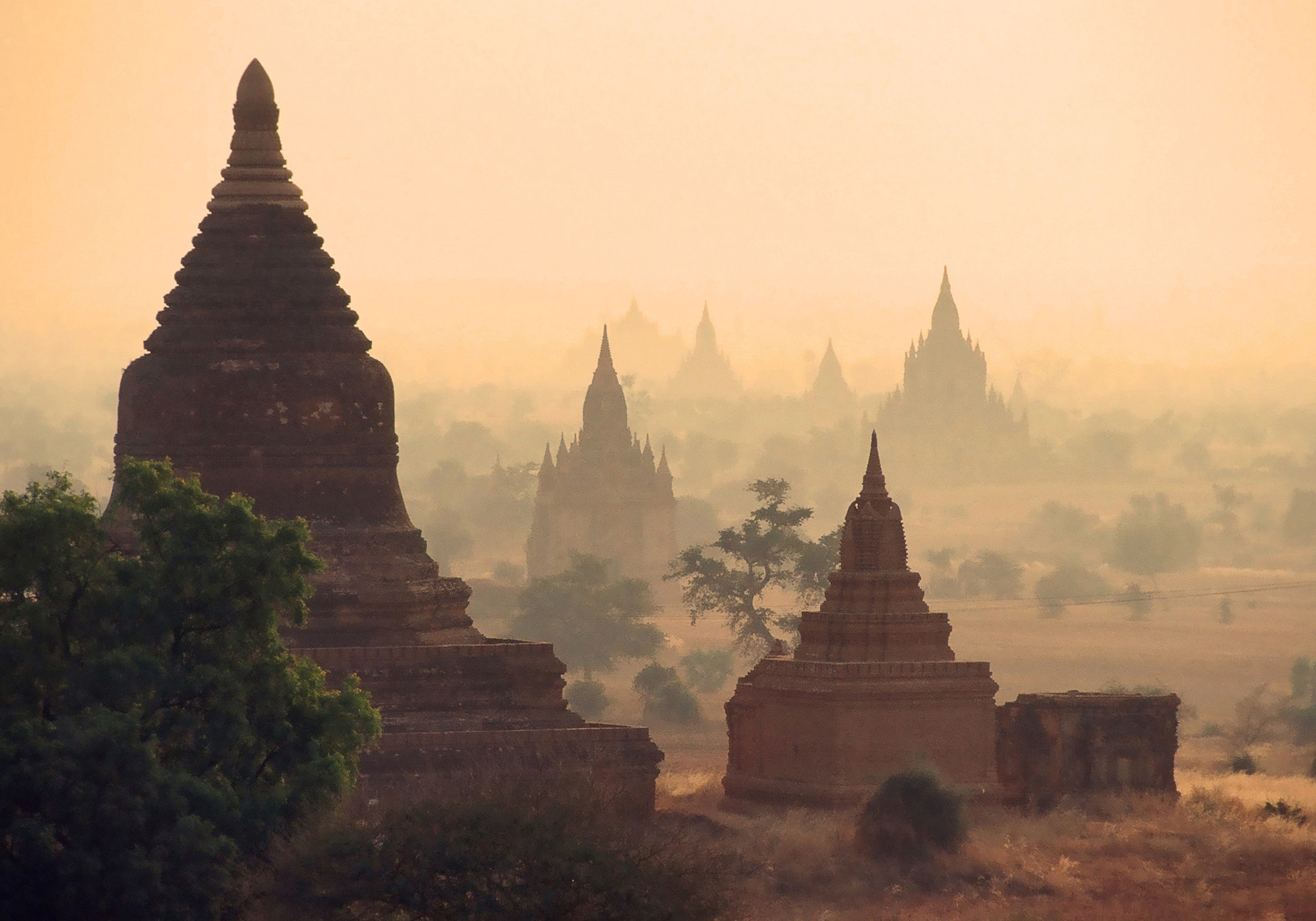
بقايا باغان

لعبت التجارة الداخلية والخارجية دورًا هامًا ولكنه صغير في اقتصاد مملكة باغان. لم تكن التجارة المحرك الرئيسي للنمو الاقتصادي في الكثير من تاريخ باغان رغم أن حصتها من الاقتصاد تزايدت في القرن الثالث عشر عندما توقف قطاع الزراعة عن النمو. لا يعني ذلك أن باغان لم يكن لديها أي اهتمام بالتجارة. بل على العكس، كانت باغان تدير موانئ شبه الجزيرة التابعة لها، والتي كانت عبارة عن نقاط عبور بين المحيط الهندي والصين. أمدت التجارة البحرية البلاط الملكي بالإيرادات والسلع التي تزيد من الهيبة (اللؤلؤ، والمرجان، والمنسوجات). توضح الأدلة أن باغان استوردت الفضة من يونان، وتاجرت في منتجات الغابات المرتفعة، والأحجار الكريمة، وربما المعادن من خلال الساحل. ومع ذلك، لا توجد أدلة أثرية، أو نصية، أو نقش يشير إلى أن هذه الصادرات دعمت أعدادًا كبيرة من المنتجين أو الوسطاء في بورما العليا نفسها، أو أن هذه التجارة شكلت جزءًا كبيرًا من الاقتصاد.

### العملة
من بين جميع الأمور المستحدثة التي أدخلتها أسرة باغان، كان هناك مجال واحد تراجعت فيه، ألا وهو استخدام العملة. لم تتم المحافظة على إجراء بيو في إصدار العملات الذهبية والفضية. كانت وسيلة التبادل التجاري المشتركة هي قطع الفضة «عملة»، ثم تبعتها قطع الذهب والنحاس. كانت الفضة تأتي من المناجم المحلية بالإضافة إلى يونان. العملة الأساسية الفضية كيات (kyat) (ကျပ်)، التي لم تكن وحدة للقيمة بل كانت وحدة للوزن الذي كان يبلغ 16.3293 جرام. كان أيضًا يتم استخدام عملات تعتمد على الوزن بخلاف الكيات (kyat).
| الوحدة         | بعملات الكيات |
| -------------- | ------------- |
| 1 الخلفية (မတ်) | 0.25          |
| 1 بو (ဗိုဟ်)      | 5             |
| 1 فيس (ပိဿာ)     | 100           |

الكيات (kyat) ما لم يتم تحديده، فهو يعني دائمًا الكيات الفضي. وكان يتم أيضًا استخدام معادن أخرى. تظهر بالأسفل قيمة عملات المعادن الأخرى مقابل الكيات.
| نوع المعدن       | بعملات الكيات الفضية |
| ---------------- | -------------------- |
| 1 كيات من الذهب  | 10                   |
| 1 كيات من النحاس | 2                    |
| 1 كيات من الزئبق | 1.50                 |

لقد أدى عدم توحيد العملة إلى تعقيد العملية التجارية. مثلاً، كان يتم استخدام أنواع عدة من الكيات الفضي التي تختلف في درجة نقائها. تظهر السجلات أن الناس كانوا يلجأون إلى نظام المقايضة للقيام بالتجارة.

### الأسعار

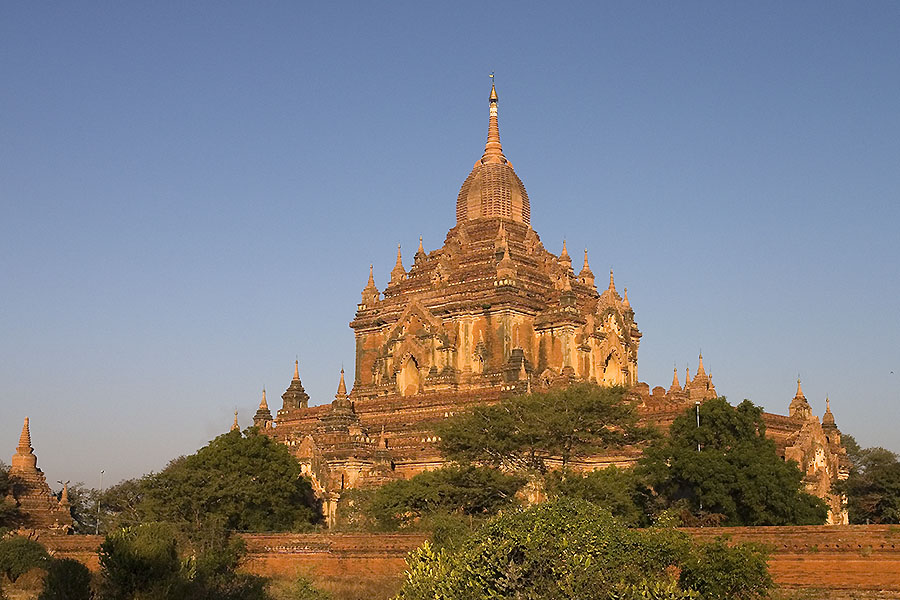
معبد هتيلومنلو

تعطي السجلات التي بقيت إلى الآن لمحة عن الحياة الاقتصادية للمملكة. فكانت قطعة من (ပယ်, 0.71 هكتار) من الأرض الخصبة بالقرب من باغان تساوي 20 كيات الفضي ويقل الثمن بمقدار 1 إلى 10 كيات إذا كانت تبعد عن العاصمة. وبينما كانت تكلفة بناء معبد ضخم إبان حكم سيثو الثاني تصل إلى 44,027 كيات كانت تكلفة بناء مجموعة من المعابد على الطراز الهندي تصل إلى 30,600 كيات. وقد كانت المخطوطات نادرة جدًا وباهظة التكلفة. وفي عام 1273 كانت مجموعة كاملة من التريبيتاكا تُكلف 3000 كيات. ليبرمان 
| جيد                    | بعملةالكيات الفضية |
| ---------------------- | ------------------ |
| سلة واحدة من الأرز     | 0.5                |
| 1 فيس من حليب البقر    | 0.1                |
| 1 فيس من العسل         | 1.25               |
| 1000 من مكسرات التنبول | 0.75               |

## الثقافة والمجتمع

### الديموغرافيا

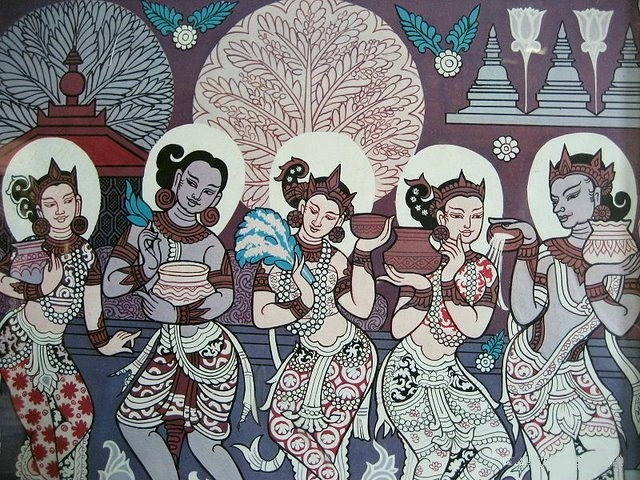
ثينغيان احتفالات العام الجديد

#### حجم السكان
تشير التقديرات المختلفة إلى أن عدد السكان في إمبراطورية باغان يتراوح بين مليون واثنين ونصف المليون نسمة  لكن معظم التقديرات توضح أن أقصى معدلات للسكان تتراوح بين مليون ونصف المليون إلى مليونين. وقد تتناسب هذه الأرقام مع الحد الأعلى على افتراض أن عدد سكان بورما قبل الاستعمار ظل ثابتًا. (يميل حجم السكان في العصور الوسطى إلى الثبات وذلك على مدار قرون عدة حيث ظل عدد السكان في إنجلترا ما بين القرنين الحادي عشر والسادس عشر حوالي 2,25 مليون نسمة. كما كان عدد سكان الصين في القرن السابع عشر يتراوح بين 60 إلى 100 مليون وظل على هذا النحو على مدار 13 قرنًا.) وكانت العاصمة باغان أكثر المدن اكتظاظًا بالسكان بمعدل 200,000 وذلك قبل الغزو المغولي.

#### المجموعات العرقية
تميزت المملكة «بفسيفساء عرقية» ففي أواخر القرن الحادي عشر ظل عرق البرميين هو «العرق السائد ولكن بأعداد محدودة» تتمركز بكثافة في المناطق الداخلية الجافة ببرما العليا. وقد تعايشوا مع شعب البيو الذي كان مسيطراً على المنطقة الجافة، حتى بدايات القرن الثالث عشر حين صنفوا أنفسهم بورميين كما تذكر النقوش أيضًا العديد من المجموعات العرقية المتنوعة في بورما العليا وحولها: المون، ثست، قادوس، سغاوس، القانيان، البالونغ، الوا والشان. صُنفت كافة المجموعات التي سكنت المرتفعات المحيطة «شعوب التل» (بالتوانغث، တောင်သူ) وذلك على الرغم من أن مهاجري الشان كانوا يغيرون التركيب العرقي لمنطقة التلال. في الجنوب، كان المون في القرن الثالث عشر هم المسيطرين في بورما السفلى. أما في الغرب، ظهرت طبقة حاكمة تسمى بالأراكانيين وكانت تتحدث اللغة البورمية.
وللتأكيد، كان مفهوم العرق في بورما قبل الاستعمار في غاية الميوعة، حيث تأثر بقوة باللغة والثقافة والطبقات المجتمعية والمكان والأكثر من ذلك بالسلطة السياسية. وقد تحولت تلك الشعوب إلى مجموعات ذات هوية محددة معتمدة على السياق المجتمعي. وكان لنجاح واستمرارية إمبراطورية الباغان الأثر البالغ في نشر العرق البرمي وثقافته في بورما العليا وفق توجه أطلق عليه البرموية والذي يصفه ليبرمان "كاستيعاب من قبل شعوب ثنائية اللغة حريصة على هوية النخبة الإمبريالية." وحسب ليبمان، مكنت السلطة الإمبريالية لإمبراطورية الباغان من "بناء الهيمنة الثقافية لبرما"، ويتضح من "نمو الكتابة البرمية، والاضمحلال المصاحب لثقافة البيو (وربما المون) أن اتجاهًا جديدًا قد ساد في الفن والعمارة مع توسع رقعة المزارعين الذين يتحدثون البورمية في الأراضي الجديدة.
ومع ذلك، وبحلول نهاية عصر الباغان، كانت عملية «البورموية» والتي استمرت للقرن التاسع عشر حيث غطت كافة الأراضي المنخفضة لاتزال في مرحلة مبكرة. ظهر أول وجود للغة البرمية التي تشير إلى «البرميين» في عام 1190، كما أن المرجع الأول لبرما العليا «أرض البرميين» هو (ميانمار بايا) في عام 1235. استمر مفهوم العرق في طبيعته المائعة وارتباطه الوثيق بالسلطة السياسية. في حين أن صعود آفا ضمن انتشار العرق البرمي في مرحلة ما بعد باغان بورما العليا، كما أن ظهور ممالك لا تتحدث البورمية في أماكن عدة ساعد على تطوير الوعي العرقي الوثيق الصلة بالطبقات الحاكمة في بورما السفلى وولايات شان وأراكان. فعلى سبيل المثال ووفقًا لليبرمان وأونغ ثوين، «فإن فكرة وجود المون كعرق متماسك ربما ظهرت فقط في القرنين الرابع عشر والخامس عشر بعد انهيار هيمنة بورما العليا» 

#### الطبقات الاجتماعية
كان مجتمع باغان في المرتبة العليا ضمن طبقات المجتمع المختلفة. كان على قمة الهرم طبقة أفراد العائلة المالكة (أفراد العائلة المالكة المباشرون)، يليها طبقة كبار المسؤولين (وهم من باقي أفراد العائلة المالكة والبلاط)، ثم طبقة الموظفين، والحرفيين، وخدم الملك، والعامة. ولم يكن رجال الدين البوذيون ضمن طبقات المجتمع العامي ولكنهم مثلوا طبقة اجتماعية هامة.
كان غالبية الناس ينتمون إلى واحدة من مجموعات العامة العريضة. أولاً، كان جنود الملك عبيدًا (كيونداو، ကျွန်တော်) للملك، وكان غالبًا ما يتم تخصيصهم لأفراد الزعماء والمسؤولين الذين عملوا كممثلين للملك. لقد تلقوا منح الأراضي من الملك، وتم إعفاؤهم من معظم الضرائب الشخصية في مقابل القيام بخدمات عسكرية دائمة. ثانيًا، لم يعش عوام آثي (အသည်) على الأراضي الملكية ولكنهم عاشوا على الأراضي المملوكة للمجتمع، ولم يكن لديهم أية خدمات ملكية دائمة ولكنهم كانوا يدفعون الضرائب الضخمة التي فرضها الزعماء. عمل العبيد (كايون (kyun)، ကျွန်) كعمال فقط لأسيادهم، وكانوا خارج الالتزام الملكي. واخيرًا، العبيد الدينيون (hpaya-kyun، ဘုရားကျွန် الذين كانو أيضًا عبيدًا مخصصين يعملون فقط للأديرة والمعابد وليس للملك.
من بين طبقات العبيد الثلاث (ليسوا-آثي) كان يتم توريث عبيد الملك والعبيد الدينيين بينما لا يتم توريث العبيد المخصصين. تتوقف عبودية العبد الخاص لسيده عندما يتم دفع دينه بالكامل. تتوقف التزامات العبد بموته، ولا يمكن توريثها لذريته من بعده. من ناحية أخرى، كان يتم توريث الجنود الملكيين (كايونداو)، وكان يتم إعفاؤهم من الضرائب الشخصية في مقابل الخدمات الملكية. وبالمثل، كان يتم توريث الجنود الدينيين (هابايا كايون)، وكانوا معفيين من الضرائب الشخصية والخدمة الملكية في مقابل رعاية شؤون الأديرة والمعابد. وبخلاف الجنود الملكيين أو حتى عوام آثي، لم يمكن إلحاق العبيد الدينيين بالخدمة العسكرية.

### اللغة والأدب

#### اللغات
كانت بورمي هي اللغة الأساسية للطبقة الحاكمة في باغان، وتعتبر لغة التيبيتو البورمية مرتبطة بكل من لغة بيو ولغة الطبقة الحاكمة في ننزاو. ولكن انتشار اللغة في الجماهير أخر تأسيس إمبراطورية باغان لمدة تقدر من 75 إلى 150 عامًا. في عهد باغان القديم، كانت هناك لغة مشتركة بين كل من بيو ومون. كانت لغة بيو هي اللغة السائدة في بورما العليا فيما كانت لغة مون راقية بشكل كافٍ بالنسبة لحكام باغان لتوظيفها في كثير من الأحيان في النقوش وربما في أعمال البلاط الملكي. وتشير النقوش أن اللغة البورمية لم تصبح لغة مشتركة للمملكة سوى في أوائل القرن الثاني عشر، وربما في أواخر القرن الثاني عشر عندما تقلص استخدام لغة بيو ومون. واصلت لغة مون ازدهارها في بورما السفلى ولكن بيو انقرضت كلغة بحلول القرن الثالث عشر.
كان ظهور بالي، واللغة الليتورجية لبوذية الثيرافادا تطورًا مهمًا آخر في التاريخ البورمي. وقد تراجع استخدام السنسكريتية، التي كانت سائدة في بيو وفي عهد باغان القديم، بعد تحول أناوراتا إلى بوذية الثيرافادا.

#### الكتابة

الأبجدية البورمية الحديثة. لم يكن للكتابة البورمية القديمة سمات خطية، كالتي تميز الكتابة الحديثة.

كان انتشار اللغة البورمية مصاحبًا لانتشار الكتابة البورمية. تطورت الكتابة إما من كتابة المون أو كتابة بيو. ترى الدراسات السائدة أن الكتابة البورمية تطورت من كتابة المون في عام 1058، أي بعد قيام أناوراتا بغزو مملكة ثاتون بعام. ولكن بحث أونغ ثوين (Aung-Thwin) الذي قام به مؤخرًا يرجح تطور الكتابة البورمية من كتابة بيو في القرن العاشر، وأن الكتابة البورمية كانت أصل كتابة مون البورمية. ويقول إن كتابة المون الموجودة في بورما كانت مختلفة بشكل كافٍ عن كتابة المون القديمة الموجودة في البر الرئيسي للمون في دفارافاتي (Dvaravati) أو هاري بونشايا (تايلاند في الوقت الحالي) مع عدم وجود دليل أثري يثبت أي صلة بين الكتابتين. من ناحية أخرى، يقول أونغ ثوين، إن آخر دليل أثري يشير إلى أن الكتابة البورمية يرجع تاريخها إلى ما بين 58 إلى 109 أعوام قبل كتابة مون البورمية. أول كتابة مون بورمية (في بروم) يرجع تاريخها إلى عام 1093 فيما يرجع تاريخ الكتابة البورمية (المظلة المنقوشة بالنحاس والمطلية بالذهب) إلى عام 1035. في الواقع، إذا كانت نسخة القرن الثامن عشر من حجر الكتابة الأصلي المعاد صياغتها يجوز استعمالها كدليل، فإن الكتابة البورمية كانت تُستخدم على الأقل منذ 984 ميلادية.

#### الأدب

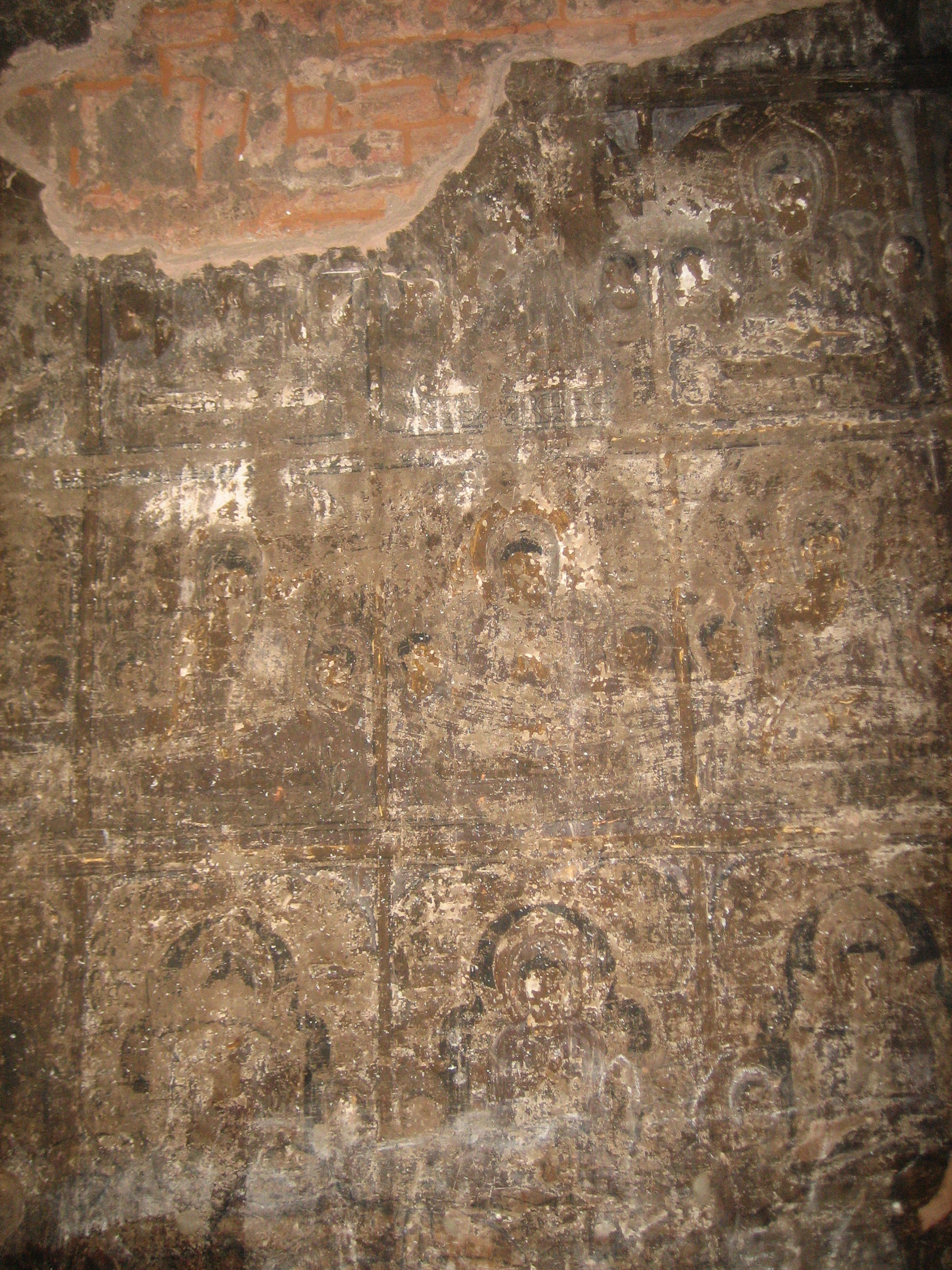
اللوحات الجدارية لقصص الجاكاتا البوذية في معبد باغان

أيًا كان أصل الكتابة البورمية، كانت الكتابة باللغة البورمية لا تزال أمرًا جديدًا في القرن الحادى عشر. أصبحت الكتابة البورمية سائدة فقط في البلاط في القرن الثاني عشر. في كثير من تاريخ باغان، كانت هناك حاجة لمواد الكتابة لتخريج أعداد كبيرة من الرهبان والطلاب الذين يعرفون القراءة والكتابة في القرى التي لم يتوفر بها ذلك. حسب لثان تون، حتى في القرن الثالث عشر، «كان فن الكتابة لا يزال في مهده بالنسبة للبورميين». وقد كانت المخطوطات نادرة جدًا وباهظة التكلفة. وفي عام 1273، كانت مجموعة تريبيتاكا (Tripiṭaka) الكاملة تكلف 3000 كيات من الفضة، وهو ما يمكن أن يشترى 2000 هكتار من حقول الأرز. كانت القراءة والكتابة في بورما، ناهيك عن بالي، حكرًا على الطبقة الأرستقراطية وطبقة الرهبان.
في باغان ومراكز المقاطعات الرئيسية، قدم البوذييون دراسات بالية متطورة على نحو متزايد، والتي تخصصت في القواعد ودراسات الفلسفة النفسية (أبهيذاما)، والتي نالت إعجاب الخبراء السنهاليين. بجانب النصوص الدينية، قرأ رهبان باغان الأعمال بمختلف اللغات في علم العروض، والقواعد، وعلم الأصوات علم التنجيم، والكمياء القديمة، والطب، وقاموا بتطوير مدرسة مستقلة للدراسات القانونية. جاء معظم الطلاب، وربما رواد الرهبان والراهبات، من العائلات الأرستقراطية. وعلى أية حال، منعت الأمية المحلية هذا النوع المفصل من التعدادات القروية والأحكام القانونية التي أصبحت سمة مميزة إدارة تاونغو بعد عام 1550.

### الديانة

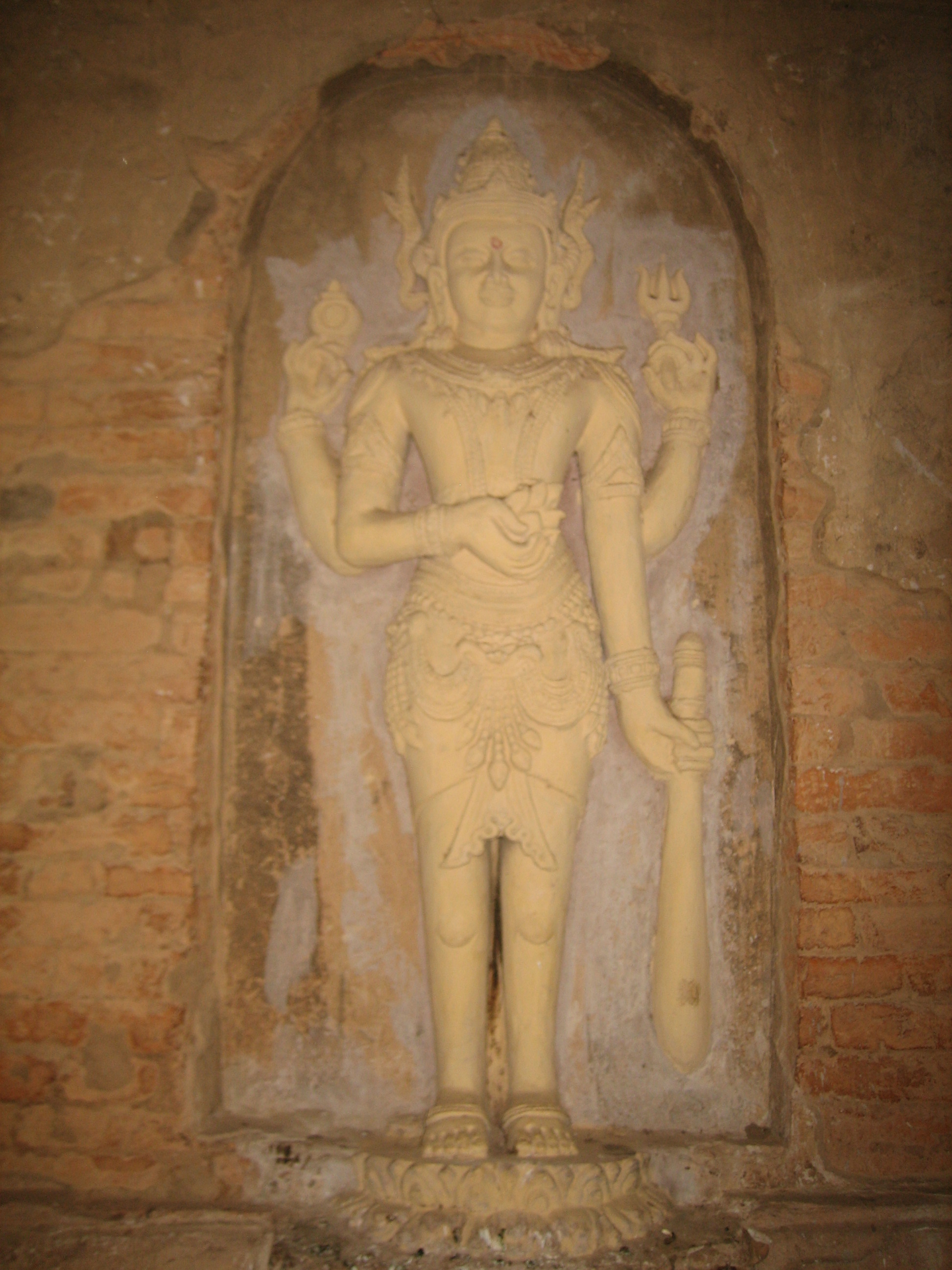
تمثال فشنو بمعبد نات هلاونغ

كان الدين في باغان مرنًا، وتوفيقيًا ووفقًا للمعايير اللاحقة، غير تقليدي إلى حد كبير، تركيبة من الاتجاهات الدينية في عهد بيو حيث كانت بوذية الثيرافادا تتعايش مع بوذية الماهايانا، وبوذية التانترا، وأنواع متعدد من المذاهب الهندوسية (سافيت، وفيشنا) بالإضافة إلى تعاليم الوثنية الأصلية (نات). في حين أن الرعاية الملكية لبوذية الثيرافادا منذ منتصف القرن الحادى عشر مكنت المذاهب البوذية تدريجيًا من تحقيق الأسبقية، وقدمت أكثر من 10000 معبد في باغان فقط لشرفها، واصلت بعض التقاليد الأخرى ازدهارها في باغان. بينما ظل العديد من عناصر الماهايانا، والتنترا، والهندوسية، والوثنية في البوذية البورمية إلى الوقت الحاضر، إلا أن عناصر التنترا، والسافيت، الفيشانا تمتعوا بتأثير نخبوي أكبر من الوقت اللاحق، مما يعكس عدم نضج الثقافة الأدبية البورمية والتقبل العشوائي للتقاليد الدينية غير البورمية. في هذه الفترة، لم تعنِ «الهرطقة» اللابوذية، ولكن مجرد عدم الاعتقاد في النصوص الدينية، سواء البراهمية، أو البوذية، أو غيرها.

#### بوذية الثيرافادا
كان الظهور التدريجي لبوذية الثيرافادا كمعتقد أساسي لإمبراطورية باغان، أحد أكثر التطورات استدامة في التاريخ البورمي. جاءت نقطة التحول الرئيسية في عام 1056 تقريبًا عندما حظيت المدرسة البوذية بالرعاية الإمبراطورية الصاعدة الملكية عندما تحول أنوراتا من بوذية تانترا إلى بوذية الثيرافادا. وفقًا للدراسة السائدة، شرع أناوراتا في نشر بوذية الثيرافادا في بورما العليا وساعده في ذلك غزو مملكة ثاتون في عام 1057 في بورما السفلى. ومع ذلك، زعم أونغ ثوين بقوة في الآونة الأخيرة أن غزو أناوراتا لمملكة الثاتون هو محض أسطورة بدون أدلة معاصرة، وأن بورما السفلى كانت تفتقد للنظام السياسي المستقل قبل توسع باغان، وأن نفوذ مون في الشؤون الداخلية أمر مبالغ فيه إلى حد كبير. بدلاً من ذلك، يزعم أنغ ثوين (Aung-Thwin) أن الأقرب احتمالاً هو استعارة البورميين لبوذية الثيرافادا من ولاية بيوs) المجاورة، أو مباشرة من الهند (India). ربما كان مذهب الثيرافادا السائد في أول ومنتصف تاريخ باغان، مثلما كان في بيو، مستمدًا من منطقة أندرا (Andhra) في جنوب شرق الهند (India)، ومرتبطة بعالم الثيرافادا الشهير، بوذا غوسا (Buddhaghosa). لقد كان مذهب الثيرافادا سائدًا في بورما حتى أواخر القرن الثاني عشر عندما قام شين أوتراجيفا (Shin Uttarajiva) بإعادة التنظيم مع مذهب ماهافيهارا بسيلان (Ceylon).
مما لاشك فيه أن وضع بوذية الثيرافادا في عهد باغان يشبه قليلاً وضعها في فترات تاونغو وكونباونغ.. كثير من الآليات المؤسسية السائدة في القرون اللاحقة لم تكن موجودة في هذا الوقت. على سبيل المثال، في القرن التاسع عشر، كانت هناك شبكة من أديرة الثيرافادا في كل قرية تستخدم اللغة مخطوطات اللغة البورمية لتزويد الشباب من بيئلت متنوعة بالقراءة والكتابة البوذية الأساسية. كان ذلك تعاملاً متبادلاً بين طرفين: اعتمد الرهبان في طعامهم اليومي على القرويين، فيما اعتمد القرويون على الرهبان في التعليم، والمراسم، وكان ذلك فرصة لنيل الجدارة الدينية عن طريق التصدق وإدخال أبنائهم في مجتمع الرهبان، السانغا. أنتجت هذه التفهمات معدلات محو أمية بين الذكور بلغت أكثر من 50%، ومستويات رائعة في معرفة النصوص البوذية على مستوى القرية. ولكن في عهد باغان، لم تكن مقومات القرن التاسع عشر الأساسية بعد في موضعها. لم يكن هناك شبكة أديرة على مستوى القرية أو استقلال واضح بين الرهبان والقرويين. اعتمد الرهبان على الهبات الملكية، وهؤلاء الذين كانوا ينتمون إلى القطاعات الكبيرة، التي كانت تمتلك مساحات شاسعة من الأراضي، لم يضطروا للاعتماد على الصدقات اليومية. أخرت المستويات المنخفضة بدورها محو الأمية البورمية، وقلصت من فهم العوام للوسائل البوذية غير النصية: كاللوحات في المعابد الكبيرة، والملكات، والنسخ الفلكلورية لقصص جاتاكا (Jataka) عن حياة بوذا، إلخ. وقد عاد أغلب العوام إلى عبادة أرواح نات والمعتقدات الأخرى.

#### التعاليم الأخرى

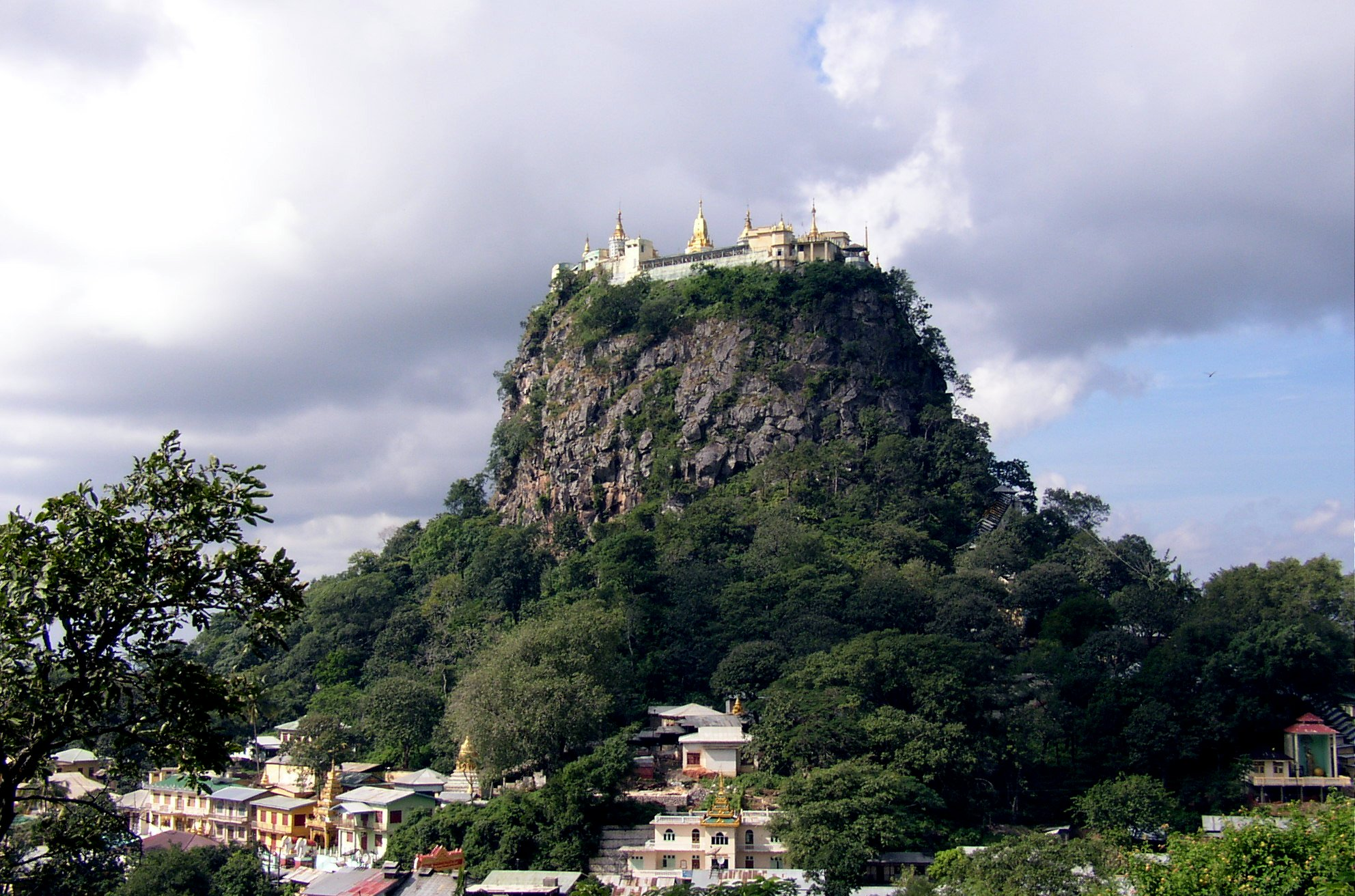
مت بوبا (Mt. Popa)، بيت ناتس

لقد استمرت أيضًا التقاليد الدينية الأخرى في الازدهار ليس فقط على المستوى القروي ولكن أيضًا في البلاط الثيرفاداني الملكي بشكل رمزي. كان رهبان فورست دويلار أو آري واحدة من أقوى المجموعات الدينية، التي كانت تتمتع بنفوذ قوي في بلاط باغان. تظهر النقوش المعاصرة أن مجموعة آري (Aris) كانوا يأكلون وجبات المساء، ويترأسون الاحتفالات العامة حيث كانوا يشربون الخمور، وكان يتم التضحية بالماشية والحيوانات الأخرى ـــ كانت هذه الأفعال غير أخلاقية وفقًا لقواعد البوذية البورمية في القرن الثامن عشر والتاسع عشر. ويذكر أن الآري تمتعوا أيضًا بشكل من أشكال أويس بريمي نوكتيس (قانون الليلة الأولى)، على الأقل قبل أناوراتا. (على الرغم مما قيل أن أناوراتا قام بطرد الآري من بلاطه، إلا أنهم عادوا بالتأكيد إلى البلاط في آخر عهد باغان، وواصلوا حضورهم في القاعات البورمية حتى عهد آفا (Ava).) كانت البوذية الآرية نفسها خليطًا من بوذية التنترا والتقاليد الدينية المحلية. على سبيل المثال، سبقت مراسم التضحية بالحيوانات وشرب الخمر وصول البورميين، واستمرت في الأجزاء النائية من البر الرئيسي والساحل جنوب شرق آسيا حتى الآونة الأخيرة.
ولقد استوعبت الدولة أيضًا التقاليد الوثنية القوية، كما هو واضح في المراسم الرسمية لاستعطاف الروح (نات)، وفي رعاية البلاط لمجمع آلهة نات المفصل الذي يُعتقد أنه يستوعب الآلهة المحلية والأشخاص ذوي المهارة العالية في عبادة أكثر توحدًا. ربما اشتق البورميون مفهوم مجمع الآلهة الرسمي من تقاليد المون. وبالمثل، كان البلاط في باغان قديمًا يعبد الثعابين (الناغا) (nagas) تبجيلاً للأوقات التي سبقت البوذية. وللحكم من خلال أنماط القرن الرابع عشر، كانت التضحيات لروح نات تتم بواسطة الشامانيين، ولا تزال طقوس القرى المركزية. كما هو الحال في أماكن أخرى في جنوب شرق آسيا، المثلييون والمتخنثون (الذين سكنوا بالفعل في عالمين «متعارضين») بالإضافة إلى النساء اللاتي قدمن جسرًا شامانيًا من العالم البشري إلى عالم الأرواح.

### أسلوب العمارة

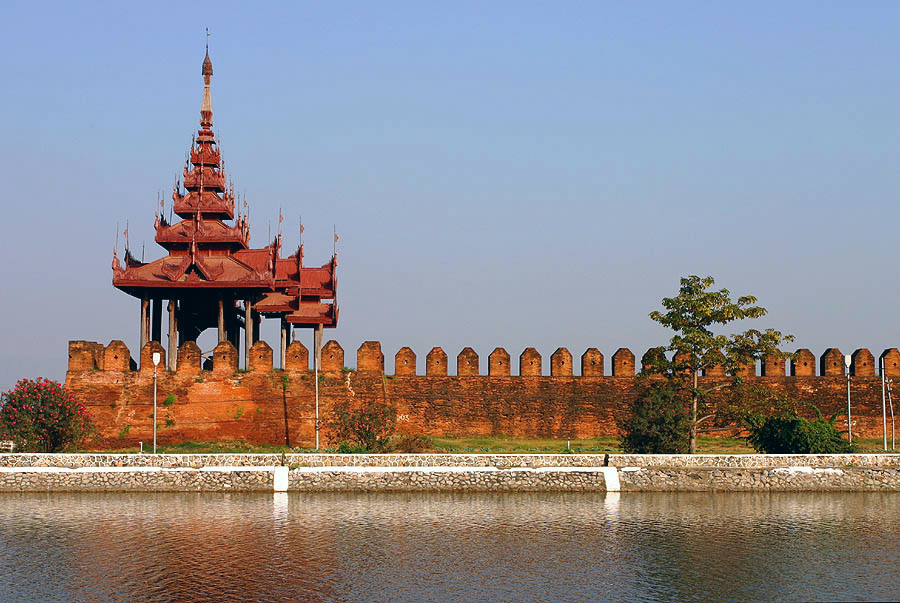
تبعت التصاميم المعمارية في القرن التاسع عشر قصر ماندالا (Mandalay Palace) سابقتها في عهد باغان

إن باغان معروفة اليوم بإسلوب عمارتها، وبأكثر من 2000 معبد تنتشر في سهول باغان اليوم. كانت الوجوه غير الدينية للعمارة في باغان بنفس أهمية الولايات البورمية اللاحقة.

#### الري وتخطيط المدن
يُعتقد أن المهاجرين البورميين أدخلوا تقنيات جديدة للتحكم بالمياه أو أنهم قاموا إلى حد كبير بتحسين نظام السدود، والقناطر، والأحواض، والتحويلات المائية التي كانت موجودة في بيو آنذاك. يرجع أصول تقنيات بناء السدود، والقنوات، والحواجز التي كانت موجودة في فترة ما قبل استعمار بورما العليا إلى عهد باغان وعهد بيو. أمدت المشاريع المتعددة التي أقامتها باغان للتحكم في المياه في المنطقة الجافة بورما العليا بقاعدة اقتصادية مستديمة للسيطرة على باقي البلاد.
في مجال تخطيط المدن وتصميم المعابد، استعارت العمارة في باغان بشكل مكثف من أساليب العمارة التي كانت سائدة في بيو في ذلك الوقت، والتي بدورها كانت تستند إلى أساليب هندسية متنوعة. لقد اتبع تخطيط المدن في عهد باغان إلى حد كبير أنماط بيو، وأبرزها استخدام 12 بوابة، لكل علامة من علامة دائرة الأبراج.

#### الأبراج البوذية
برزت باجان ليس فقط لما تحتوي عليه من العدد الهائل من الصروح الدينية وإنما أيضًا بسبب التصميم الهندسي الرائع الذي تتميز به المباني، ومساهمتها في تصميم المعبد البورمي. يقع معبد باجان في واحدة من فئتين عريضتين، : المتحف الصلب على غرارالأبراج البوذية والمتحف المجوف على غرارغو (ဂူ).
الاستوبا، يُطلق عليه أيضًا اسم معبد، عبارة عن مبنى ضخم، وعادة ما يحتوي على غرفة بها الجثث. انبثقت الاستوبا أو المعابد من تصاميم بيو السابقة التي كانت بدورها تسند إلى تصاميم الاستوبا الخاصة بمنطقة أندرا، ولا سيما أمارافاتي بولاية اندرا براديش وناجارجوناكوندا الهند الجنوبية الشرقية في الوقت الحالي، وإلى حد أقل نحو سيلان (Ceylon). الاستوبا التي كانت في عهد باجان كانت بمثابة النماذج الأولية للأبراج البوذية في بورما في وقت لاحق من حيث المعنى الرمزي والشكل والتصميم، وتقنيات البناء بل وحتى المواد .
في الأصل كان البرج البوذي الهندي/السيلاني يتميز بهيكله النصف كروي (قالب:Lang-pi، «البيضاوي») الذي تم وضع صندوق مستطيل الشكل محاطًا بحجر سور (الهارميكا) عليه. يوجد عمود ممتد من الجزء العلوي للبرج البوذي لدعم العديد من المظلات الاحتفالية. البرج البوذي عبارة عن تمثيل الكون البوذي: حيث يرمز شكله إلى جبل ميرو في حين تمثل المظلة المثبتة بالمبنى الطوبي محور العالم.
تم تعديل التصميم الهندي الأصلي في البداية على يد بيو، ثم بعد ذلك على يد شعب بورما في باجان حيث تطور شكل البرج البوذي تدريجيًا وأصبح على شكل أسطوانة أطول. كانت الأبراج البوذية السابقة مثل بوبيا (في القرن التاسع تقريبًا) منحدرة بشكل مباشر من النمط البيوي في سري كسيترا. وبحلول القرن الحادي عشر، تطورت الأبراج البوذية وتحولت إلى شكل أشبه ما يكون بالجرس في المظلات التي تحولت إلى سلسلة من حلقات أصغر على نحو متزايد، كل واحدة موضوعة أعلى الأخرى، ومرتفعة إلى حد ما. أعلى الحلقات، تم استبدال الهارميكا بتصميم جديد يحتوي على برعم زهرة اللوتس. تحول تصميم برعم زهرة اللوتس بعد ذلك إلى «برعم الموز»، الذي يشكل القمة الممتدة لمعظم المعابد البورمية. يوجد ثلاث أو أربع شرفات تعمل كأساس للمعبد، فضلاً عن معرض لبلاط تراكوتا الذي يصور قصص جاتاكا البوذية. معبد شويزيدون (Shwezigon Pagoda) ومعبد شويسانداو (Shwesandaw Pagoda) يعدان أول مثال على هذا النوع. كما حصلت الأمثلة التي تدل على الاتجاه نحو التصميم الشبيه بالجرس تدريجيًا على الأفضلية كما هو واضح في معبد خامايازيكا (Dhammayazika) (أواخر القرن الثاني عشر) ومعبد مينجالازيدي (Mingalazedi) (أواخر القرن الثاني عشر).

#### المعابد المجوفة
|                                                                                |  |  |
| "One-face"-style Gawdawpalin Temple (left) and "four-face" Dhammayangyi Temple |  |  |

على العكس من الأبراج البوذية، فإن المعبد المجوف وفقًا لنمط غو عبارة عن هيكل يستخدم في التأمل وعبادة بوذا والطقوس البوذية الأخرى. معابد غو تعكس نمطين أساسيين وهما: تصميم «مكون من وجه واحد» وتصميم «مكون من أربعة أوجه» ــــ مدخل رئيسي واحد وأربعة مداخل رئيسية بشكل أساسي. كما توجد أيضًا أنماط أخرى مثل النمط المكون من خمسة أوجه والمختلط. انبثق النمط ذو الوجه الواحد من البياكثانو الخاص بالقرن الثاني، أما النمط المكون من أربعة أوجه فقد انبثق من سري كسيترا الخاص بالقرن السابع. أصبحت المعابد، التي من أهم الميزات الأقواس المدببة وغرفة المقببة، أكبر وأعظم في فترة باجان.

#### الابتكارات
على الرغم من أن تصاميم المعابد البورمية تطورت من الأنماط الهندية البيوية (وربما الاثنين) إلا أن أساليب بناء القباء يبدو قد تطورت في باجان نفسها. كما يعود تاريخ أقدم المعابد المقببة في باجان إلى القرن الحادي عشر بينما لم يتنشر فن بناء القباب في الهند حتى أواخر القرن الثاني عشر. تعكس طريقة المباني «درجة مذهلة من الكمال»، حيث إن العديد من الهياكل الضخمة نجا من الزلزال الذي حدث عام 1975 دون أن يصيبه أذى بدرجة كبيرة أو قليلة. (وللأسف، اختفت وسائل بناء القباب التي تميز بها عهد باجان فيما بعد. لم يتم بناء سوى معابد أصغر بكثير وفقًا لنمط غو بعد باجان. ففي القرن الثامن عشر، على سبيل المثال، حاول الملك بوداوبيا بناء معبد مينجن، (Mingun Pagod) في شكل معبد مقبب ورحب ومكون من حجرات لكنه لم يتمكن من ذلك نظرًا لأن الحرفيين والبنائين في العصر التالي لم يتمكنوا من معرفة بناء القباب وتقويس الأساسات لإنتاج مساحة داخلية واسعة بمعابد باجان المجوفة.)
آخر الابتكارات المعمارية التي تطورت في باجان هو معبد بوذي بفضل خطة الأرضية على شكل مضلع خماسي. نشأ هذا التصميم من تصميم مختلط (ما بين التصاميم المكونة من وجه واحدة والمكونة من أربعة أوجه). تمثلت الفكرة في انعكاس تبجيل مايتريا بوذا (Maitreya Buddha)، البوذا الخامس لهذا العصر، بالإضافة إلى الأربعة الذين ظهرو بالفعل. يعد معبد خامايازيكا ونجاميثنا (Ngamyethna) مثالين على التصميم الخماسي.

## التراث
استمر تأثير مملكة باجان، «سياسة الميثاق» لبورما، على تاريخ بورما وتاريخ البر الرئيسي لجنوب شرق آسيا. وقد مكن نجاح هيمنة باجان على وادي إيراوادي واستمراره لفترة طويلة من صعود اللغة والثقافة البورمية، وانتشار العرق البورمي في بورما العليا كما وضع حجر الأساس لاستمرار انتشارها في أماكن أخرى في قرون لاحقة. لقد ترك الحكم الذي استمر لمدة 250 عامًا نظامًا ثابتًا من القواعد الإدارية والثقافية التي سيتم اعتمادها وتوسيعها من جانب المملكات التالية ــــ ليس فقط من جانب مملكة آفا التي تتحدث اللغة البورمية ولكن أيضًا من جانب مملكة هانساوادي التي تتحدث كلتيهما ودول شان التي تتحدث الشانية.
كما مهد استمرار التكامل الثقافي فيما عرف سياسيًا باسم بورما ما بعد باجان الطريق لظهور دولة بورما الموحدة في القرن الساسد عشر. يمكن إجراء مقارنة ملائمة بإمبراطورية الحمر، والإمبراطورية الأخرى الواقعة جنوب شرق آسيا التي أطاحت بها غزوات المغول. كما جاء شعوب تاي شان المتنوعة، الذين نزلوا مع المغول، للسيطرة على المشاهد السياسية للإمبراطوريتين السابقتين. على الرغم من أن بورما شهدت عودة، إلا أن دولة ما بعد المغول أصبحت مجرد ظل ولم تستطع أبدًا إعادة تفوقها. فقط في إمبراطورية الحمر السابقة، بدأ العرق التايلاندي/ اللاوي واللغات التايلاندية /اللاوية تنتشر بشكل دائم على حساب الشعوب الحمر الناطقة للغتين، وهو وضع لا يختلف عن استيلاء بورمان على مملكة بيو منذ أربعة قرون مضت. في بورما، كانت النتيجة عكس ذلك:، حيث جاءت القيادة الشانية، وكذلك المهاجرون الشانيون من الأراضي المنخفضة التي ينتمون إلى مملكات ماينساينغ وبينيا وساجين وآفا ليطبقوا معايير الثقافة البورمية، واللغة البورمية والعرق البوماني  كما أن التقارب بين المعايير الثقافية بخصوص القواعد الحالية المرتكزة على باجان، على الأقل في وادي ايراوادي، جعل من السهل حدوث التوحيد السياسي بين تونغو وكونباونغ.
كما ساهمت إمبراطورية في تغيير تاريخ البر الرئيسى لجنوب شرق آسيا. ومن الناحية الجغرافية السياسية، تحققت إمبراطورية باجان من زحف إمبراطورية الحمر إلى ساحل تنيساريم (Tenasserim) ووادي المنعم العلوي. ومن الناحية الثقافية، أدى ظهور باجان في صورة معقل ثيرافادا في مواجهة توسع إمبراطورية الحمر الهندوسية إلى وجود في الفترة من القرن الحادي عشر حتى القرن الثالث عشر إلى وجود المدرسة البوذية، التي شهدت تراجعًا في أماكن أخرى في جنوب آسيا وجنوب شرق آسيا، والتي كانت أحوج ما يكون إلى العفو والاحتماء بملجأ آمن. لم تساعد باجان وحدها في إعادة وجود ثيرافادا البوذية في سيلان ولكن الرعاية التي أولتها الإمبراطورية القوية على مدى قرنين نتج عنها نمو ثيرافادا البوذية في وقت لاحق في لان نا (Lan Na) (شمال تايلاند)، سيام (Siam) (وسط تايلاند)، لان إسكانج (لاوس) وإمبراطورية الحمر (كمبوديا) في القرنين الثالث عشر والرابع عشر.